# Tunesien
Tunesien (arabisch تونس, DMG Tūnis; amtlich Tunesische Republik, arabisch الجمهورية التونسية, DMG al-ǧumhūriyya at-tūnisiyya) ist ein Staat in Nordafrika. Er besteht aus 24 Gouvernements. Tunesien hat knapp 12 Millionen Einwohner und zählt mit 78 Einwohnern pro km² zu den weniger dicht besiedelten Staaten.
Tunesien grenzt im Norden und Osten an das Mittelmeer (1146 km Küstenlinie), im Westen an Algerien und im Süd-Osten an Libyen. Sein Name ist von dem Namen seiner Hauptstadt Tunis abgeleitet. Tunesien gehört zu den Maghreb-Ländern. Die größte vorgelagerte Insel ist Djerba (514 km²). Das Land ist mit einer Fläche von 163.610 km² ungefähr doppelt so groß wie Österreich.
Das Land unterlag im Laufe seiner Geschichte dem Einfluss mehrerer Völker. Seit dem 4. Jahrtausend v. Chr. war es von den Berbern besiedelt. Um 800 v. Chr. gründeten die Phönizier erste Niederlassungen im tunesischen Küstenstreifen. Die Römer gliederten es in ihre Provinz Africa ein. Das Christentum herrschte in der Folge bis zur Arabisierung ab dem 7. Jahrhundert vor. Eine kulturelle Blütezeit erlebte die Region im 12. Jahrhundert. Im 16. Jahrhundert begann die Herrschaft des Osmanischen Reiches, die bis zum Ende des 19. Jahrhunderts andauerte, als das Land französisches Protektorat wurde. Seine Unabhängigkeit erlangte Tunesien im Jahre 1956. Von 1956 bis 2011 wurde es durchgängig autoritär von der Einheitspartei Neo Destour/RCD regiert. Im Zuge der Revolution wurde eine Verfassunggebende Versammlung gewählt, die 2014 eine neue Verfassung verabschiedete. Tunesien hatte laut dem von der Zeitschrift The Economist veröffentlichten Demokratieindex von 2014 bis 2020 den Status des einzigen demokratischen Landes in der arabischen Welt inne.

## Geographie

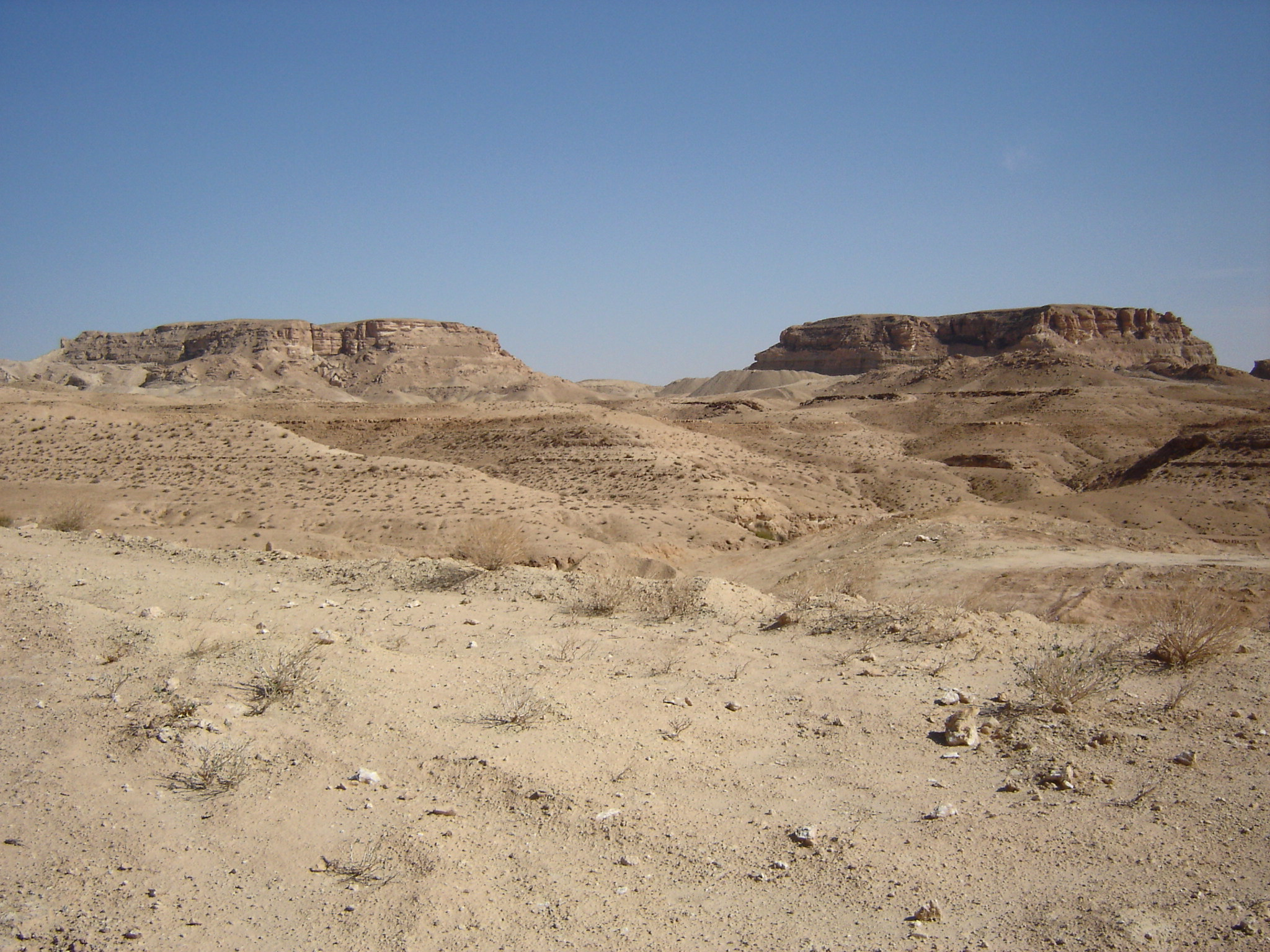
Hochland bei Metlaoui in Zentraltunesien

### Überblick
Tunesien ist das nördlichste Land Afrikas und nur 140 Kilometer von Sizilien entfernt. Es erstreckt sich zwischen dem Mittelmeer und der Sahara, zwischen 37° 20′ und 30° 10′ nördlicher Breite sowie zwischen 7° 30′ und 11° 30′ östlicher Länge. Die größte Nord-Süd-Ausdehnung zwischen Ra’s al-Abyad (Cap Blanc) und der Grenzstation Bordj el Khadra beträgt rund 780 km, die größte Ost-West-Ausdehnung zwischen der Insel Djerba und Nefta etwa 380 km. Die Mittelmeerküste hat eine ungefähre Länge von 1.300 Kilometern.
Der Nordwesten Tunesiens wird vom Tell-Atlas bestimmt. Parallel zur Nordküste verlaufen von der algerischen Grenze bis zur Bucht von Bizerte die Gebirgszüge der Kroumirie (700–800 m Höhe). Daran schließt sich nordöstlich das Mogod-Bergland (300–400 m Höhe) an, das zum Beispiel am Ra’s al-Abyad in einer meist steilen Felsküste ins Mittelmeer abfällt. Auf der dem Wind abgewandten Seite des Gebirges schließt sich das Talbecken des ganzjährig wasserführenden Medjerda an, dessen Unterlauf zur wichtigsten Agrarzone des Landes gehört.

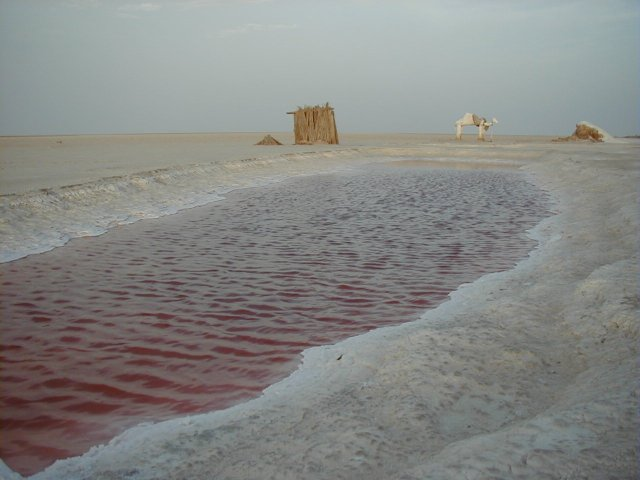
Der Chott el Djerid, eine bedeutende Sabcha

Die Bergrücken der Dorsale verlaufen von Nordost (am Westrand von Kap Bon beginnend) nach Südwest mit dem höchsten Berg Tunesiens (Djebel Chambi, 1544 m) mit einer Länge von 220 Kilometern. Die nordöstliche Verlängerung dieser Gebirgszüge bildet die Halbinsel Cap Bon mit fruchtbaren Ebenen und einigen Erhebungen (Djebel Beno Oulid, 637 m und Djebel Korbous, 419 m), die jedoch als eigenständige Landschaftsregion aufgefasst wird.
Östlich der Dorsale, entlang der Mittelmeerküste zwischen Hammamet und Skhira, Sousse und Sfax, liegt der Sahel (arabisch für Küste) genannte Küstenstreifen, der durch Regen bringende Ostwinde sehr fruchtbar ist und unter anderem große Olivenbaumkulturen ermöglicht.
Südlich der Dorsale schließt sich die Region des Zentraltunesischen Steppenlandes an, die an ihrem Südrand mit dem Nördlichen Gebirgssaum einen Übergang zur Schottsenke (Chott el Djerid und Chott el Gharsa) bildet. Die von Salzseen und Oasen geprägte Landschaft geht weiter südlich am Östlichen Großen Erg in die Wüstenlandschaft der Sahara mit dem Jebil-Nationalpark über. In südöstlicher Richtung folgt das bis zu 600 m hohe Kalksteinplateau des Djebel Dahar, das mit einem Schichtstufenland an die Wüstensteppe der Djeffara-Ebene anschließt. Diese Landschaft erstreckt sich weiter über die Landesgrenze nach Libyen.
Entlang des Mittelmeeres, um den Golf von Gabès liegt die Litoralzone, die durch sandige Flachküsten, Lagunen und vorgelagerte Inseln (beispielsweise Djerba) gekennzeichnet ist.

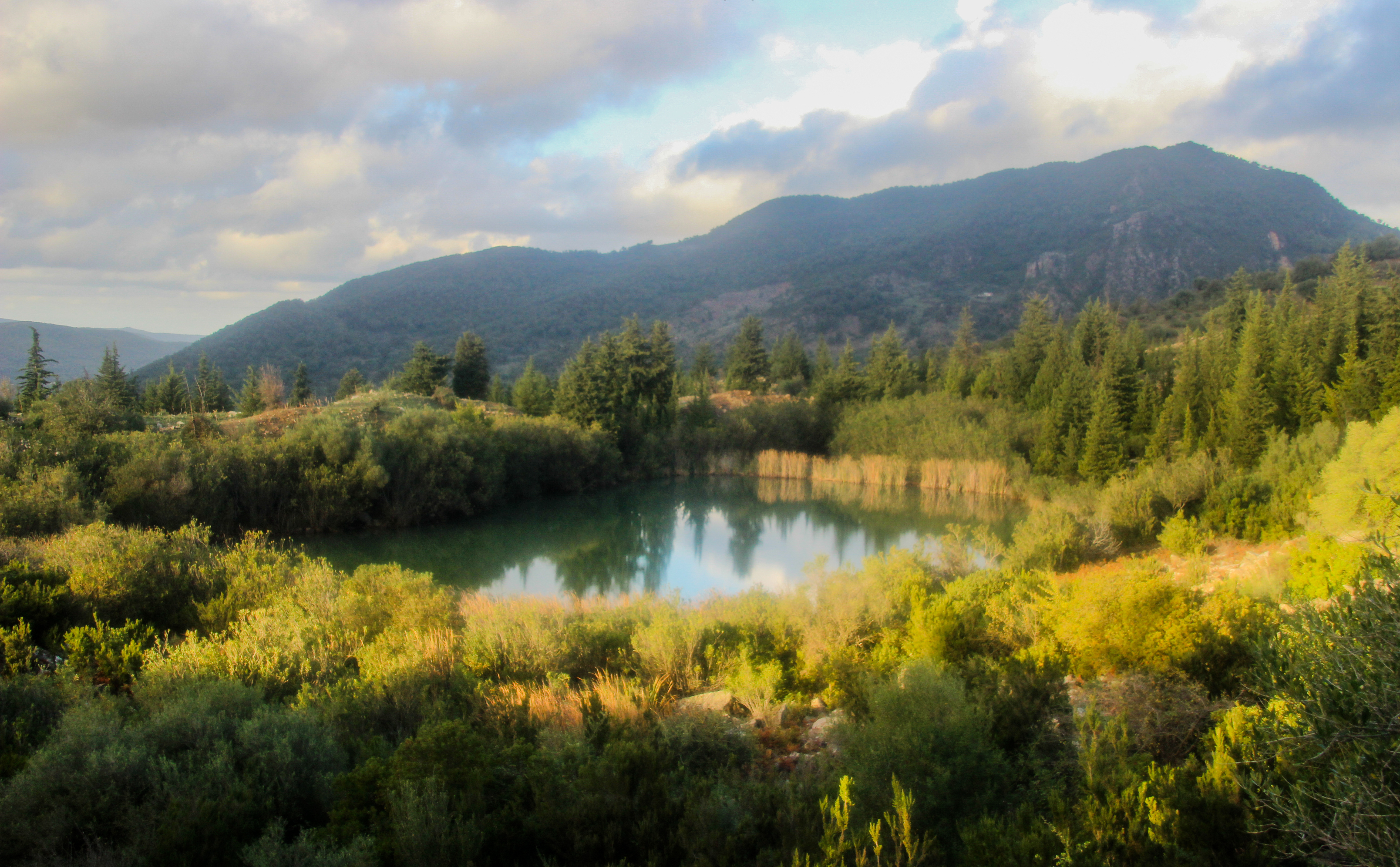
Ein kleiner See in der Nähe von Aïn Draham in Nordwesttunesien

### Gewässer
Die Gewässer Tunesiens befinden sich fast alle im Norden des Landes. Der wichtigste Fluss ist der Medjerda, er bekommt die meisten Niederschläge (400 mm pro Jahr) und führt 82 % der Wasservorkommen. Daneben gibt es noch einige kleinere Wadis, also Flüsse, die nicht ganzjährig Wasser führen. Wichtigste Seen, Lagunen und Sabcha sind der See von Bizerte, der Ichkeul-See, der See von Tunis, die Lagune von Ghar el-Melh, die Sebkha Ariana und die Sebkha Séjoumi.
Die Landesmitte und der Süden Tunesiens sind durch Aridität und Abflusslosigkeit gekennzeichnet. Die Gewässer wie die Sebkha Sidi El Héni führen je nach Jahreszeit nur zwölf Prozent bzw. sechs Prozent der tunesische Wasserressourcen. Allerdings existieren dort große Grundwasservorkommen, was die Fläche an Oasen in den letzten dreißig Jahren von 15.000 auf 30.000 Hektar zu vergrößern erlaubt hat.
Bereits während der Kolonialzeit wurde mit dem Bau von Stauseen begonnen, damals vor allem, um Tunis mit Trinkwasser zu versorgen. Nach der Unabhängigkeit wurden die Projekte weitergeführt, damals mit dem Ziel der Bewässerung in der Landwirtschaft. Seit den 1980er Jahren ist die Verstädterung für den starken Anstieg des Wasserbedarfs verantwortlich. Mittlerweile gibt es in Tunesien 21 große Staudämme, zahlreiche kleinere Stauanlagen sowie 98 Kläranlagen. 80 % des Wasserverbrauchs entfiel im Jahr 2000 auf die Landwirtschaft. Ab dem Jahr 2030 wird mit ernsthaftem Ressourcendefizit an Süßwasser gerechnet.

### Gouvernements
Tunesien ist in 24 Gouvernements gegliedert, deren geographische Größe ihrer Einwohnerzahl angepasst ist:
| - Tunis تونس (Tunes) - Ariana أريانة (Ariana) - Ben Arous بن عروس (Ben 'Arus) - Manouba منوبة (Mannuba) - Beja باجة (Bescha) - Jendouba جندوبة (Tschenduba) - Kef الكاف (El-Kef) - Siliana سليانة (Siliena) | - Bizerte بنزرت (Bisert) - Nabeul, نابل (Näbel) - Zaghouan زغوان (Saghuan) - Gafsa قفصة (Gafsa) - Kairouan القيروان (Qruen) - Kasserine القصرين (Gassrin) - Mahdia المهدية (Mehdia) - Monastir المنستير (Monastir) | - Sfax صفاقس (Sfax) - Sidi Bouzid سيدي بوزيد (Sidi Bouzid) - Sousse سوسة (Suss) - Gabès قابس (Gebess) - Kebili قبلي (Qibili) - Medenine مدنين (Mednin) - Tataouine تطاوين (Tataouin) - Tozeur توزر (Tuzer) |

Die Gouvernements sind wiederum verwaltungstechnisch in insgesamt 264 Delegationen (ähnlich Landkreisen) untergliedert, die ihrerseits die eigentlichen Gemeinden oder, in größeren Städten, die Stadtteile, enthalten.

### Städte
Im Jahr 2023 lebten 71 Prozent der Einwohner Tunesiens in Städten. Die 5 größten Städte sind (Stand 2017):
1. Tunis: 638.845 Einwohner
2. Sfax: 272.801 Einwohner
3. Sousse: 221.530 Einwohner
4. Ettadhamen-Mnihla: 142.953 Einwohner
5. Kairouan: 139.070 Einwohner

## Klima

### Allgemeine Bedingungen

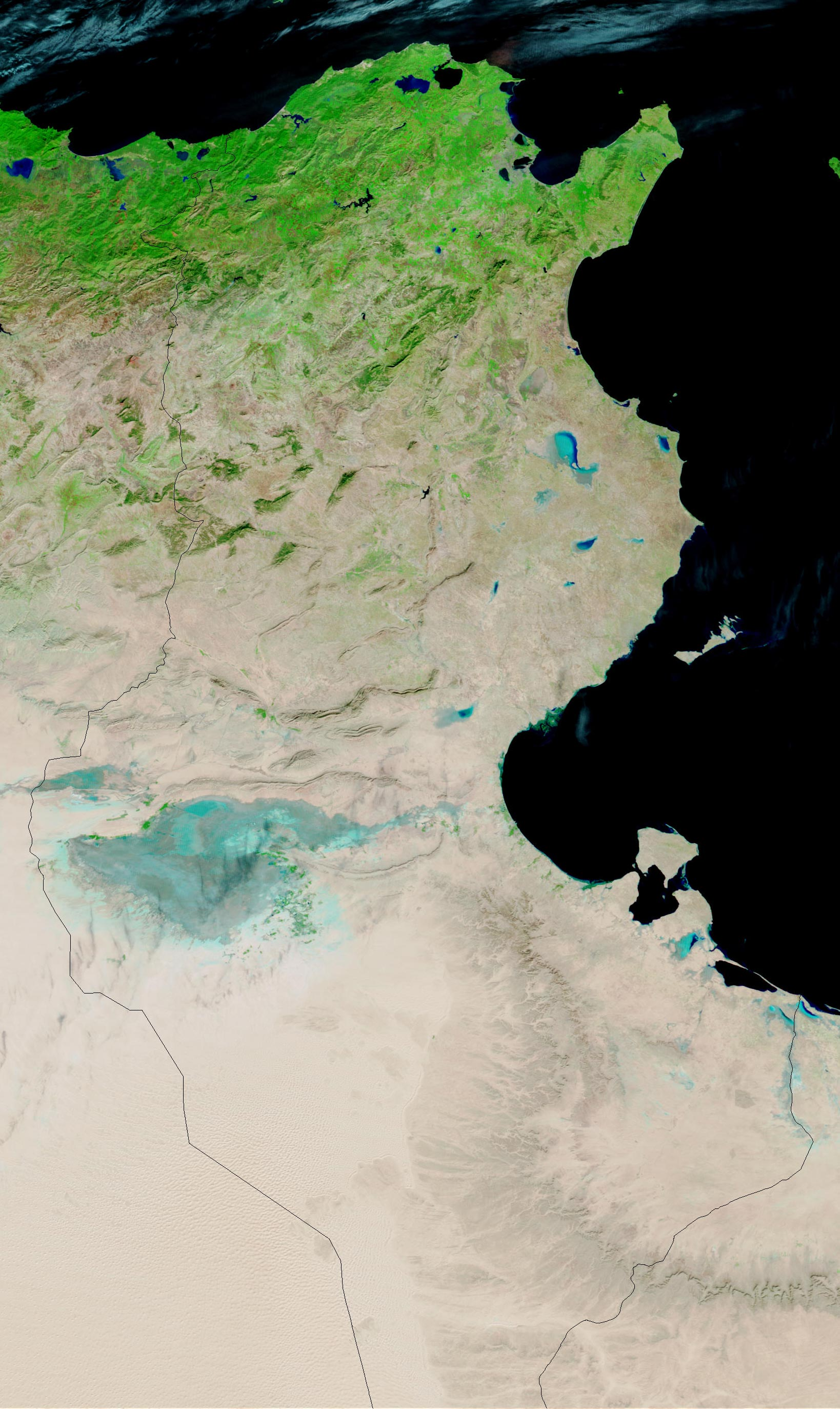
Satellitenbild von Tunesien. Gut zu erkennen sind die vegetationsreichere Zone im Norden, die Steppe mit den Salzebenen der Schotts in der Mitte und die vegetationslose Sahara im Süden des Landes.

In Tunesien stoßen mediterranes und arides Klima aufeinander. Die Niederschläge nehmen von Nord nach Süd ab und von Ost nach West leicht zu. Es lassen sich unterscheiden der winterfeucht-sommertrockene Norden, die vom wechselhaften Klima bestimmte zentraltunesische Steppenregion mit heißen Sommern, kalten Wintern und abnehmenden Niederschlägen, die vom Meer beeinflusste Mittelmeerküste mit ausgeglichenerem Klima und das Wüstenklima südlich der Schotts.
Mit zunehmender Entfernung vom Mittelmeer weicht sein ausgleichender Einfluss einem kontinentalen Klima. Die Mitteltemperaturen liegen im Januar bei 10 °C, im August bei 26 °C (Tunis). Südlich des Atlas herrscht ganzjährig trockenheißes Wüstenrandklima mit sehr unregelmäßigen Niederschlägen. Die Temperaturen erreichen hier Maximalwerte bis 45 °C, wobei es zu 10 °C Temperaturdifferenz im Schatten kommen kann. Die extremsten Unterschiede werden in der Sahara mit sommerlichen Temperaturen von 50 °C und Bodenfrösten im Winter erreicht. Unerträgliche Hitze kann der in Tunesien Chehili genannte Saharawind Schirokko bringen.
Niederschläge fallen fast nur in den Wintermonaten und werden meistens von Tiefausläufern des weiter nördlich gelegenen Westwinddrifts herangeführt. Im Sommer liegt das gesamte Land im Bereich der subtropischen Hochdruckzone, welche die Tiefdruckgebiete der Westwinddrift um das Mittelmeer herumleitet. Jedoch kann es in Ausnahmefällen auch im Sommer zu heftigen Regenfällen kommen, die vorher ausgetrocknete Wadis in reißende Ströme verwandeln. Während im Norden die jährliche Niederschlagsmenge bei 500 bis höchstens 1000 mm an der Nordküste und im Gebirge liegt und damit für einen erfolgreichen Regenfeldbau ausreicht, ist im Süden die Verdunstung stärker als die unregelmäßige Niederschlagsmenge von allenfalls 200 mm pro Jahr.
Die Auswirkungen der globalen Erwärmung sind in Tunesien deutlich spürbar. So war hier das Jahr 2020 mit einer Durchschnittstemperatur von 20,2 °C und einer positiven Anomalie von 0,9 °C nach 2016 und 2014 das drittwärmste Jahr seit 1950.

### Grafische Darstellung
|                       | Jan | Feb | Mär | Apr | Mai | Jun  | Jul  | Aug  | Sep | Okt | Nov | Dez |   |      |
| Mittl. Tagesmax. (°C) | 15  | 16  | 18  | 21  | 23  | 29   | 32   | 32   | 29  | 25  | 20  | 16  | ⌀ | 23   |
| Mittl. Tagesmin. (°C) | 7   | 8   | 9   | 11  | 14  | 18   | 20   | 21   | 20  | 16  | 12  | 8   | ⌀ | 13,7 |
|                       |     |     |     |     |     |      |      |      |     |     |     |     |   |      |
| Niederschlag (mm)     | 70  | 47  | 43  | 42  | 23  | 10   | 1    | 11   | 37  | 52  | 52  | 68  | Σ | 456  |
|                       |     |     |     |     |     |      |      |      |     |     |     |     |   |      |
| Sonnenstunden (h/d)   | 5,2 | 5,9 | 6,5 | 8   | 9,6 | 10,6 | 12,2 | 11,3 | 8,6 | 6,6 | 5,8 | 4,9 | ⌀ | 7,9  |
|                       |     |     |     |     |     |      |      |      |     |     |     |     |   |      |
| Regentage (d)         | 4   | 3   | 4   | 3   | 1   | 0    | 0    | 0    | 0   | 1   | 3   | 5   | Σ | 24   |

| 7 |

| 8 |

| 9 |

| 11 |

| 14 |

| 18 |

| 20 |

| 21 |

| 20 |

| 16 |

| 12 |

| 8 |

| 7 |

| 8 |

| 9 |

| 11 |

| 14 |

| 18 |

| 20 |

| 21 |

| 20 |

| 16 |

| 12 |

| 8 |

| N i e d e r s c h l a g | 70  | 47  | 43  | 42  | 23  | 10  | 1   | 11  | 37  | 52  | 52  | 68  |
|                         | Jan | Feb | Mär | Apr | Mai | Jun | Jul | Aug | Sep | Okt | Nov | Dez |

## Flora und Fauna
An der Nordküste und im Atlasgebirge wächst mediterraner Laub- und Buschwald (Macchie) mit Steineiche, Korkeiche und Aleppo-Kiefer, wo neben Kleinwild auch Wildschweine Nahrung finden. Zwischen 1990 und 2000 hat der Waldbestand um 0,2 % zugenommen.
Im Nationalpark Djebel Chambi leben neben dem Mähnenspringer die bedrohte Cuviergazelle. In den sich anschließenden südlichen Steppen und Halbwüsten lebt die Dorkasgazelle und vereinzelt auch noch wenige Exemplare der Dünengazelle. Ursprünglich kam auch die Säbelantilope in diesen Trockenzonen vor; diese wurde mittlerweile in weitläufigen, eingezäunten Bereichen im Bou-Hedma-Nationalpark wieder angesiedelt. In den Wüstengebieten kommen darüber hinaus zahlreiche kleinere Tierarten, wie etwa Heuschrecken-, Skorpion-, Schlangen- und verschiedene Vogelarten vor. Die Sumpfgebiete des Ichkeul-Nationalparks im Norden des Landes sind ein bedeutendes Vogelschutzgebiet und zählen zum UNESCO-Weltnaturerbe.

## Bevölkerung

### Demografie

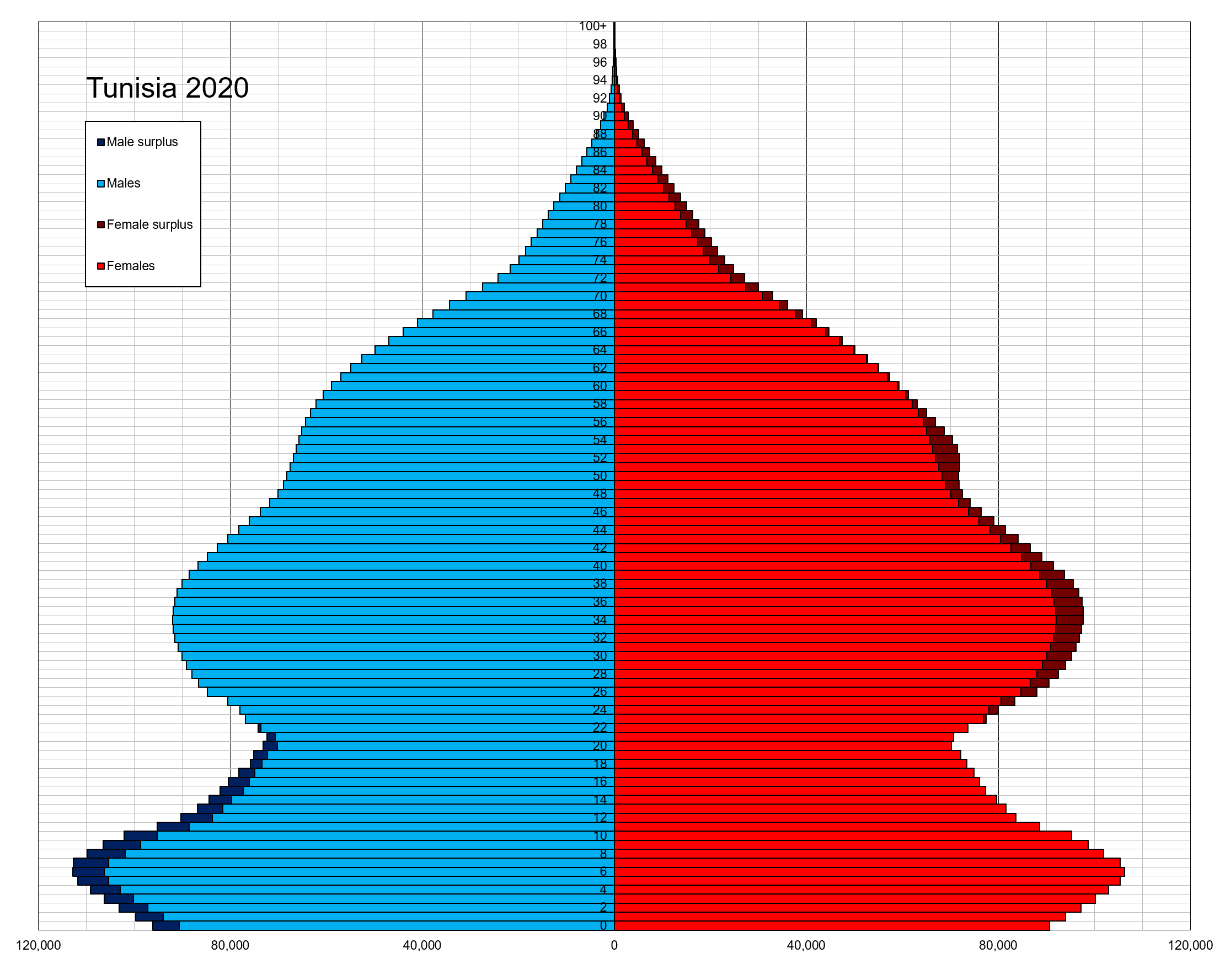
Bevölkerungspyramide 2020 – Tunesiens Bevölkerung beginnt zu altern

Tunesien überschritt im Jahr 2014 die Schwelle von elf Millionen Einwohnern. Dies bedeutete eine Verdreifachung der Bevölkerung seit 1956 und eine Verdoppelung seit 1970. Seit 1990 verlangsamte sich das Bevölkerungswachstum jedoch. Tunesien hat heute die „älteste“ Bevölkerung Afrikas (bezogen auf den Median, der bei 32,4 Jahren liegt), die niedrigste Geburtenrate in der arabischen Welt (1,9 Kinder pro Frau) und ein Bevölkerungswachstum von etwa einem Prozent.

### Ethnische Herkunft
Die große Mehrheit der Tunesier identifiziert sich kulturell mit den Arabern, wenngleich Studien belegen, dass sie aus ethnischer Sicht den Berbern und auch den Iberern näher stehen, während der genetische Anteil der Araber, die die Region im 7. und 8. Jahrhundert besiedelten, geringer ausfällt. Unter den Zivilisationen, die das Gebiet des heutigen Tunesiens besiedelt haben und die zu jeweils unterschiedlichen Graden assimiliert wurden, sind die Phönizier, die Römer, die aus Germanien kommenden Vandalen, die Osmanen und zuletzt die Franzosen. Dazu kamen im 15. Jahrhundert zahlreiche Mauren und Juden, die aus Spanien vertrieben wurden.
Die ersten Ostaraber kamen im 7. Jahrhundert mit der muslimischen Eroberung des Maghreb. Sie islamisierten den Großteil der Ifrīqiya. In dieser Epoche entstanden neue Städte wie Kairouan und Mahdia. Ab dem 11. Jahrhundert kamen die aus Ägypten vertriebenen Banū Hilāl im heutigen Tunesien an und besiegelten die sprachliche und kulturelle Arabisierung des Landes. Die berberische Sprache und Kultur ist nur in einigen geographisch isolierten Gebieten in den Bergen nahe Matmata, Tataouine, Gafsa oder Sbeitla erhalten geblieben. Anders als in Marokko oder Algerien, wo die Berber eine ethnische Minderheit darstellen, ist ihre Zahl in Tunesien eher gering.
Nur 0,5 % der Bevölkerung sind im Ausland geboren. Tunesien hat damit einen sehr niedrigen Ausländeranteil.

### Sprache
Tunesien ist unter den Maghreb-Staaten das aus linguistischer Sicht homogenste Land, weil fast die gesamte Bevölkerung Tunesisch-Arabisch spricht und auch das Schriftarabische, die Amtssprache des Landes, beherrscht. Für das Tunesisch-Arabisch, das eigentlich eine Mischung mehrerer Dialekte ist, gibt es keine offizielle Regulierung. Es wird vor allem als Alltagssprache verwendet. Nur im Süden des Landes und auf der Insel Djerba werden noch vereinzelt berberische Dialekte benutzt.
Während der Zeit des französischen Protektorats in Tunesien wurde die französische Sprache eingeführt, zum Teil auch mit Zwang, insbesondere in den Bildungseinrichtungen. Nach der Unabhängigkeit wurde in offiziellen Institutionen die arabische Sprache wieder eingeführt. Verwaltung, Justiz und Bildungswesen blieben noch lange Zeit zweisprachig. Tunesien ist dem Einfluss europäischer Sprachen auf Grund seiner geographischen Lage sowie durch Medien und Tourismus stark ausgesetzt, was Kenntnis dieser Sprachen bei den Tunesiern fördert.
In den 1990er Jahren wurde das Französische aus dem öffentlichen Leben in Tunesien wieder zurückgedrängt, um einerseits den Zugang zu höherer Bildung zu vereinfachen und um das arabisch-islamische Flair im öffentlichen Raum zu beleben. Seit Oktober 1999 wird von allen Geschäftstreibenden verlangt, in ihren Werbeaufschriften mindestens doppelt so viel Platz für arabische wie für lateinische Zeichen zu verwenden. Die Verwaltung wurde dazu angehalten, alle Kommunikation auf Arabisch umzustellen, obwohl dies bisher nur im Verteidigungs- und Justizministerium sowie im Parlament gelungen ist. Französisch wird somit zu einem Symbol des höheren Bürgertums. Der Einfluss durch Touristen aus Europa führt dazu, dass neben dem Französischen Englisch als Verkehrssprache vermehrt verwendet wird.
Nach Angaben der OIF beherrschten im Jahr 2010 etwa 6 639 000 Tunesier die französische Sprache.

### Bildung

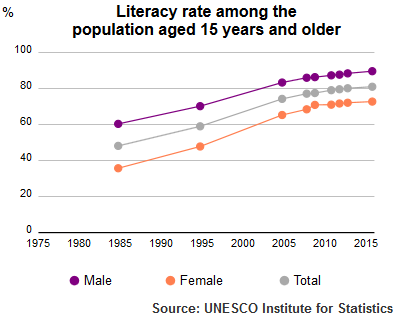
UIS Lesefähigkeit der Bevölkerung Tunesiens 1985–2015

Tunesien investierte 2015 18 % des Staatshaushaltes in das Bildungssystem und weist mit über 80 % eine hohe Alphabetisierungsrate auf. 91 % der Kinder schlossen die Primarschule ab und 71 % die Sekundarschulen. 30 % der Schulabgänger beginnen ein Studium.
In Tunesien stieg die mittlere Schulbesuchsdauer der über 25-Jährigen von 3,4 Jahren im Jahr 1990 auf 7,1 Jahre im Jahr 2015 an.
Im PISA-Ranking von 2015 erreichen Tunesiens Schüler Platz 69 von 72 Ländern in Mathematik und den jeweils 67. Platz beim Leseverständnis und den Naturwissenschaften.

### Religion

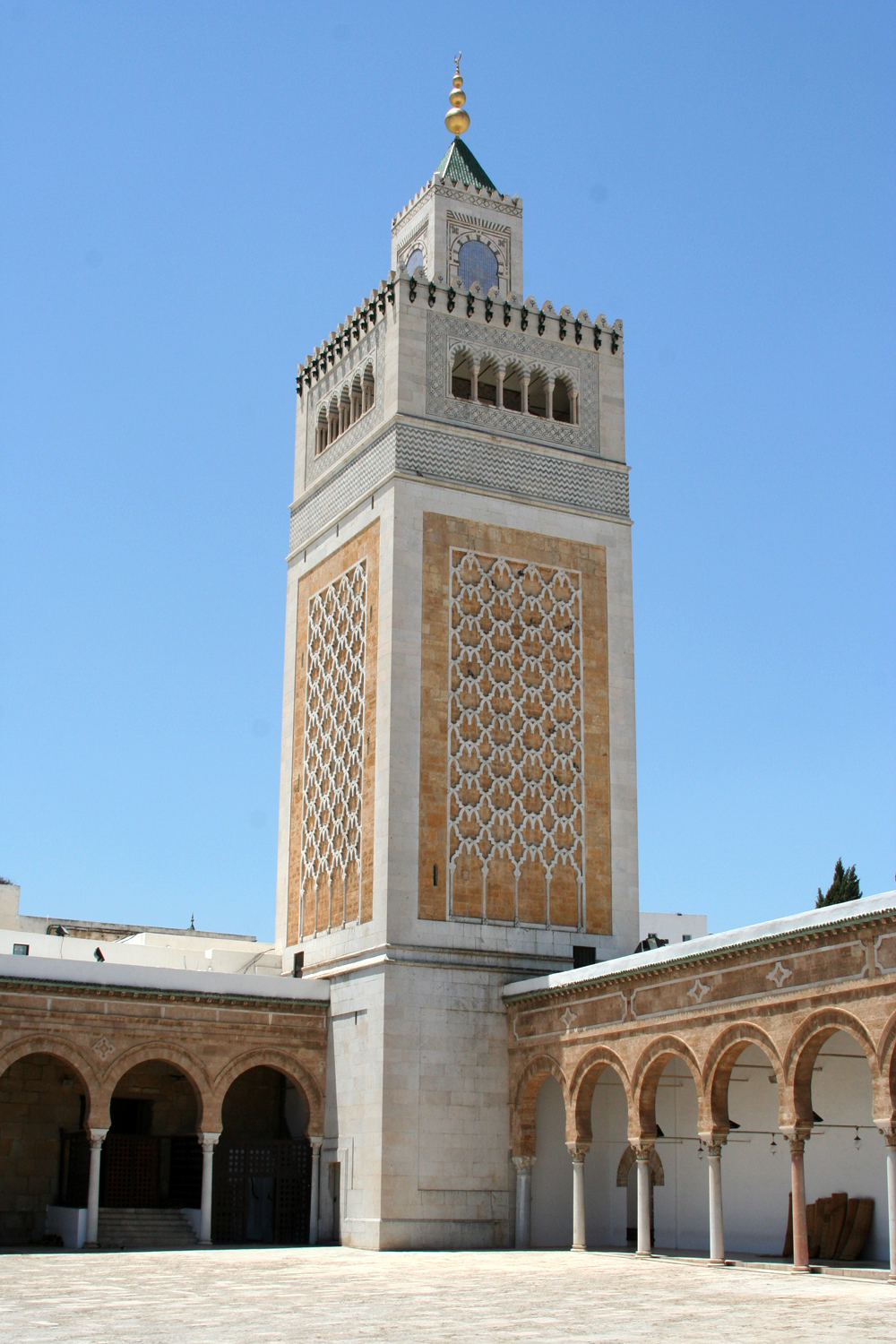
Minarett der Ez-Zitouna-Moschee

Hand der Fatima

Der Islam ist in Tunesien Staatsreligion; 98 % der Bevölkerung bekennen sich zu dieser Religion. 85 % der tunesischen Muslime gehören der malikitischen Rechtsschule der sunnitischen Glaubensrichtung des Islam an. Der Rest sind Hanafiten und Ibaditen. Christen und Juden sind kleine Minderheiten, aber das Land war gegenüber religiösen Minderheiten tolerant.
Im Volksglauben der Tunesier finden sich noch heidnische Reste wie etwa der Glaube an den Bösen Blick. Das ganze Land ist von Qubbas übersät. Diese kleinen, meist weißen Kuppelbauten sind Pilgerorte, häufig Grabstätten von islamischen Heiligen (Marabouts), von denen geglaubt wird, dass sie Botschafter zwischen Mensch und Gott seien. Im Volksislam werden Marabouts um Hilfe gebeten, auch wenn dies vom offiziellen Sunnitentum als Abgötterei (Schirk) bezeichnet wird. Schwarzafrikanische Sklaven brachten den Stambali-Besessenheitskult mit, der sich als gesellschaftlich randständiges Phänomen auch unter arabischen Tunesiern verbreitet hat.
Das Judentum war in Tunesien einst sehr bedeutend, heute gibt es nur noch rund 1500 Juden (siehe Geschichte der Juden in Tunesien). Auf der Insel Djerba steht seit wahrscheinlich über 1000 Jahren die el-Ghriba-Synagoge (Die Erstaunliche), eine der ältesten Synagogen der Welt. Jedes Jahr findet dort die größte jüdische Wallfahrt Nordafrikas statt, zu der Gläubige aus der ganzen Welt erwartet werden. Auf Djerba leben mehrheitlich muslimische Kharidjiten.
Die Verfassung der Republik Tunesien sieht die freie Ausübung des Glaubens vor, so lange diese nicht die öffentliche Ordnung stört. Dieses Grundrecht wurde von der tunesischen Regierung in der Regel respektiert. Religiöse politische Parteien waren jedoch nicht zugelassen, Proselytismus und Vielehe sind verboten. Das Tragen des Hidschāb war eingeschränkt und in der Verwaltung und öffentlichen Schulen nicht gestattet, dieses Verbot wurde nach dem Sturz des Ben Ali-Regimes im Frühjahr 2011 aufgehoben. Islamische Feiertage (wie etwa das Islamische Opferfest, das Fest des Fastenbrechens oder der Geburtstag des Propheten Mohammed) sind in Tunesien gesetzliche Feiertage.

### Auslandstunesier
Für das Jahr 2007 wurde die Zahl der im Ausland lebenden Tunesier auf eine Million Personen geschätzt. Davon entfallen 84 % auf Europa, 600.000 allein auf Frankreich, 143.000 auf Italien und 80.000 auf Deutschland. In Nordamerika leben 26.000 und in den arabischen Staaten insgesamt 140.000 Tunesier, davon 80 % in Maghrebländern (überwiegend in den Nachbarstaaten Libyen und Algerien, wo sie sich als Nachbarn kulturell schnell integrieren können) und etwa 24.655 hochqualifizierte Arbeitskräfte in den Golfstaaten. Die Tunesier in den europäischen Ländern besitzen in der Regel die doppelte Staatsbürgerschaft. Die meisten waren entweder im 19. Jahrhundert während des französischen Protektorats nach Europa ausgewandert oder kamen in den 1950er und 1960er Jahren als Gastarbeiter. Diese Auswanderer haben eine große Bedeutung für die tunesische Wirtschaft: Sie überweisen einerseits hohe Summen, um die daheim gebliebenen Angehörigen zu unterstützen, andererseits investieren Heimkehrer aus dem Ausland viel in heimische Wirtschaftsbetriebe.

### Gesundheit

Entwicklung der Kindersterblichkeit (Tode pro 1000 Geburten)

Für das Gesundheitssystem wurden im Jahr 2008 2 % des BIP bzw. 8 % der öffentlichen Ausgaben aufgewandt. Es ist relativ gut ausgebaut, mehr als 90 % der Bevölkerung sind sozialversichert. Im Jahr 2017 praktizierten in Tunesien 13 Ärztinnen und Ärzte je 10.000 Einwohner. Die Lebenserwartung der Einwohner Tunesiens ab der Geburt lag 2020 bei 76,9 Jahren (Frauen: 78,9, Männer: 74,9). Dank mehrerer Familienplanungs-Programme der Regierung liegt das Bevölkerungswachstum bei nur 1 %. Die HIV-Prävalenz war 2006 0,11 % der Bevölkerung. Die Kindersterblichkeit liegt bei 11 pro 1.000 Geburten und die Müttersterblichkeit bei 43 pro 100.000 Geburten (Stand 2017).
Im Jahre 2016 waren 61,6 % der erwachsenen Bevölkerung übergewichtig und 26,9 % krankhaft fettleibig.
| Zeitraum  | Lebenserwartung in Jahren | Zeitraum  | Lebenserwartung in Jahren |
| --------- | ------------------------- | --------- | ------------------------- |
| 1950–1955 | 38,8                      | 1985–1990 | 67,1                      |
| 1955–1960 | 40,7                      | 1990–1995 | 70,3                      |
| 1960–1965 | 43,7                      | 1995–2000 | 72,4                      |
| 1965–1970 | 48,3                      | 2000–2005 | 73,7                      |
| 1970–1975 | 54,1                      | 2005–2010 | 74,6                      |
| 1975–1980 | 59,4                      | 2010–2015 | 75,0                      |
| 1980–1985 | 64,3                      | 2015–2020 | 76,0                      |

Entwicklung der Lebenserwartung

Wer nach Tunesien reist, sollte gegen Tetanus, Diphtherie, Polio, Hepatitis A und Hepatitis B geimpft sein. Bilharziose-Erreger kommen in vielen Gewässern Tunesiens vor.

## Geschichte

### Vorgeschichte

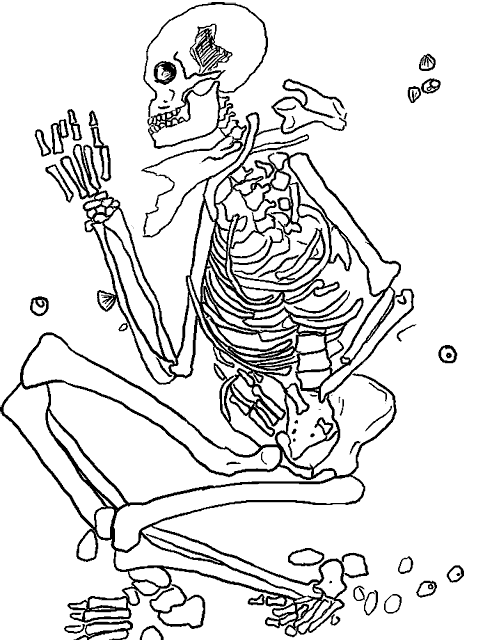
Umzeichnung der Bestattung eines männlichen Angehörigen der Capsien-Kultur

Erste Spuren von nomadisch lebenden Jägern und Sammlern aus der Altsteinzeit wurden in der 20 km östlich von Gafsa gelegenen Oase El Guettar gefunden.
Auf das Ibéromaurusien, eine an der nordafrikanischen Küste verbreitete Kultur, folgte das Capsien. Von dieser Kultur wurden 15.000 Jahre alte Skelette und Werkzeuge gefunden, die darauf hinweisen, dass die Capsien-Menschen neben Steinwerkzeugen auch Nadeln aus Knochen zum Nähen von Kleidung aus Tierhäuten herstellten.
Während der Jungsteinzeit formte sich die Sahara mit ihrem heutigen Klima. Diese Epoche ist gekennzeichnet von der Einwanderung der Berber. Es entstanden erste Kontakte mit den Phöniziern in Tyros, die gegen Ende der Jungsteinzeit begannen, das heutige Tunesien zu besiedeln und später das Karthagische Reich gründeten.

### Punisches und Römisches Karthago

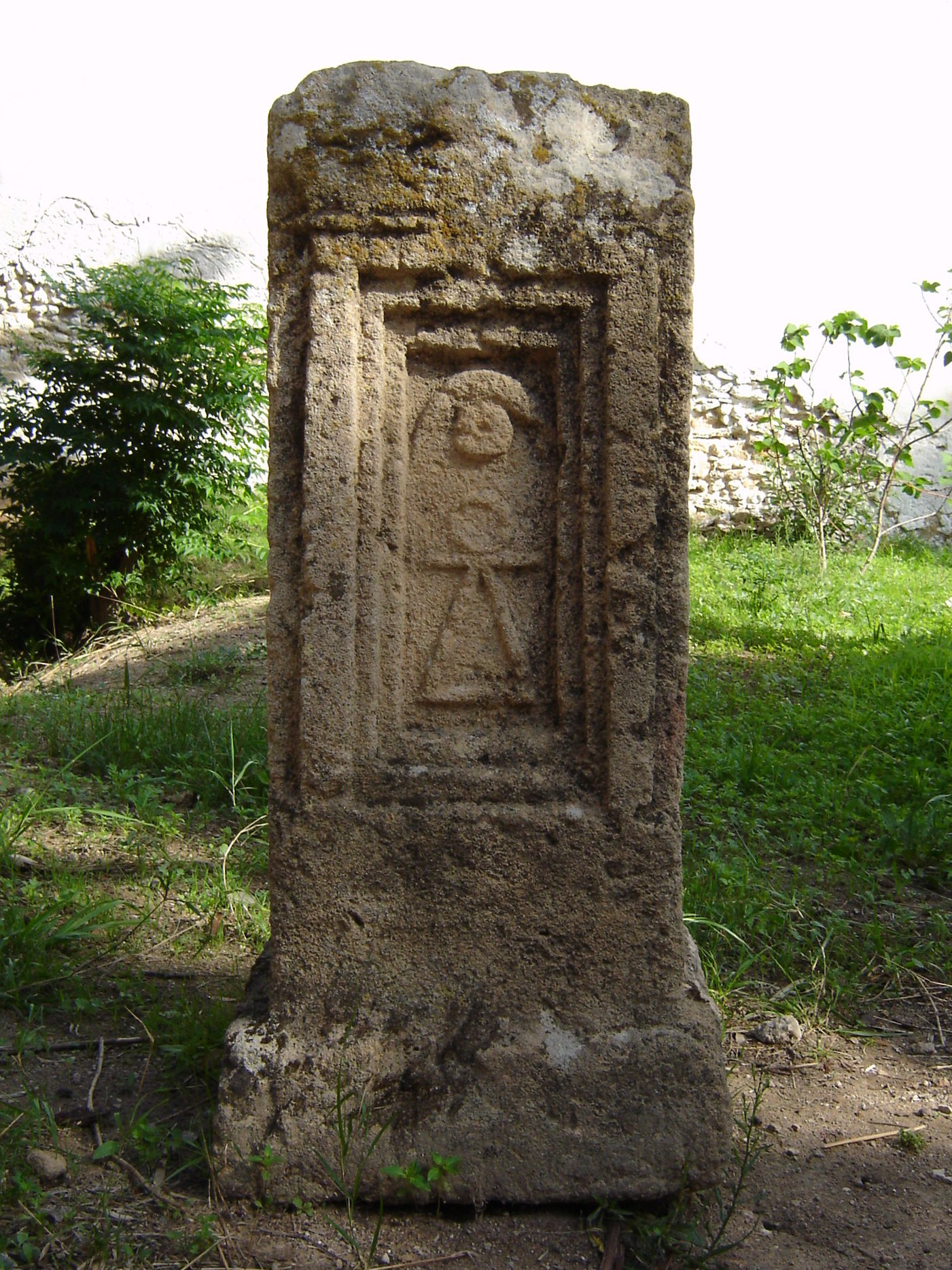
Punische Stele in Karthago

Das heutige Tunesien erlebte zu Beginn der geschichtlichen Aufzeichnungen die Gründung von Handelsniederlassungen durch Siedler aus dem östlichen Mittelmeer. Gemäß der Legende war die erste dieser Niederlassungen Utica im Jahr 1101 v. Chr. Im Jahr 814 v. Chr. gründeten aus Tyros kommende phönizische Siedler die Stadt Karthago. Nach der Legende war es die Königin Élyssa, die Schwester des Königs von Tyr, Pygmalion, welche die Stadt gründete.
Karthago wurde innerhalb von 150 Jahren zur größten Macht des westlichen Mittelmeeres. Die Einflussnahme geschah teils durch Kolonisierung, größtenteils jedoch durch Handelsniederlassungen und Verträge. Diese Macht und das hohe landwirtschaftliche Potential des karthagischen Mutterlandes führten dazu, dass das Interesse des jungen, erstarkenden Römischen Reiches geweckt wurde und es kam zur Konfrontation, die in den drei Punischen Kriegen gipfelte. Karthago konnte mit seinen unter anderen von Hannibal geführten Truppen während des Zweiten Punischen Krieges (218–201 v. Chr.) das Römische Reich mehrmals an den Rand einer Niederlage bringen. Am Ende des Dritten Punischen Krieges (149–146 v. Chr.) wurde die Stadt Karthago drei Jahre belagert und letzten Endes zerstört. Das Gebiet des heutigen Tunesien wurde Teil der römischen Provinz Africa mit Hauptstadt Utica. Im Jahr 44 v. Chr. beschloss Caesar, eine Colonia in Karthago zu gründen, was jedoch von Augustus erst mehrere Jahrzehnte später verwirklicht wurde, und im Jahr 14 wurde Karthago Hauptstadt von Africa.

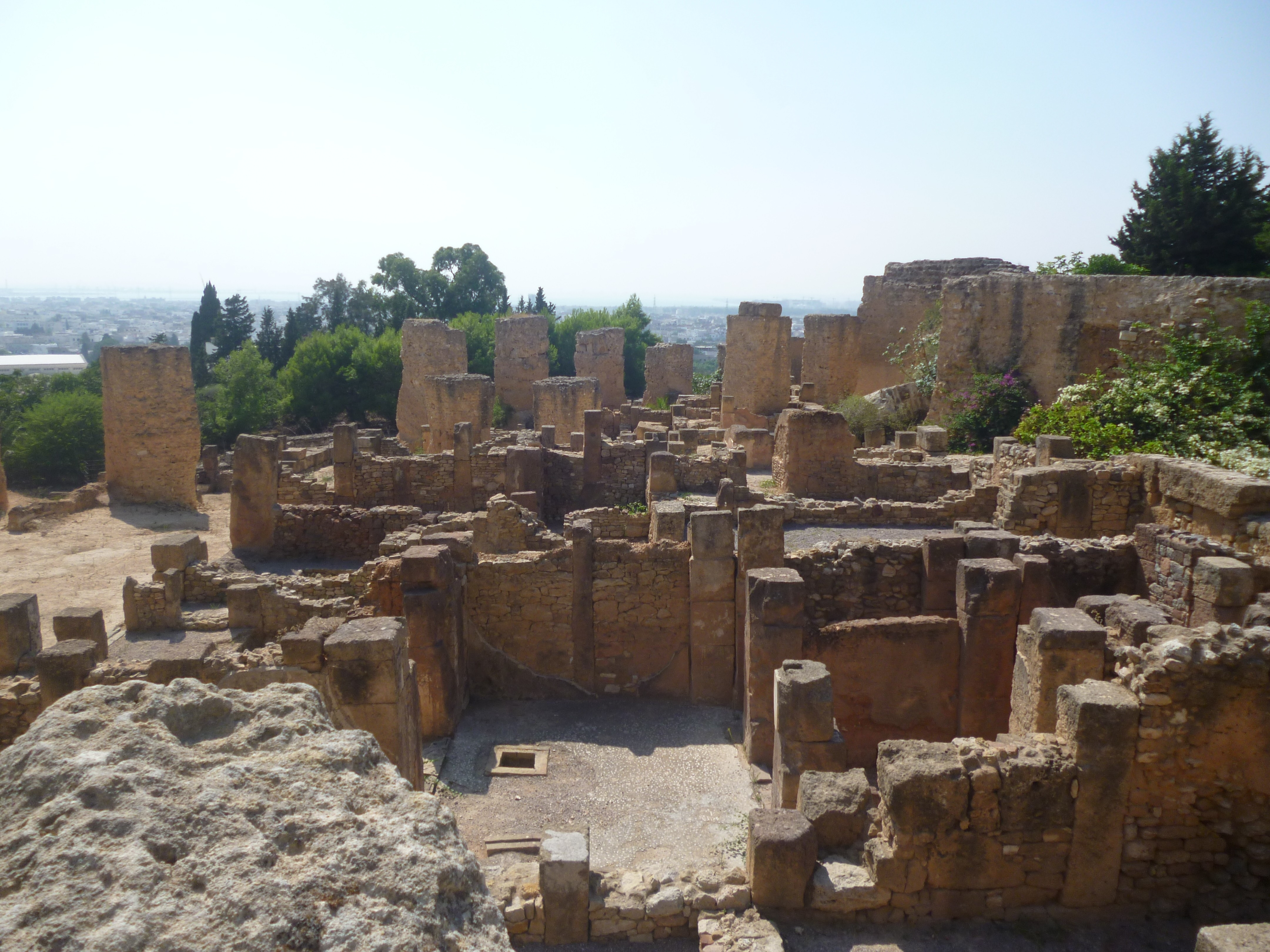
Archäologische Stätte von Karthago

Africa wurde, neben Ägypten, zu einem der bedeutendsten Lieferanten landwirtschaftlicher Produkte Roms, vor allem lieferte Africa Getreide und Olivenöl. Es entstand ein dichtes Netz an römischen Siedlungen, deren Ruinen bis heute noch zu sehen sind, etwa Dougga (römisch Thugga), Sbeitla (Sufetula), Bulla Regia, El Djem (Thysdrus) oder Thuburbo Majus. Africa war, zusammen mit Numidien, für sechs Jahrhunderte lang eine sehr wohlhabende Provinz, wo etwa die Mosaikkunst blühte. Dank seiner Rolle als Knotenpunkt der Antike siedelten sich in der Folge auch Juden und die ersten Christen im heutigen Tunesien an.

### Christianisierung
Das Christentum breitete sich schnell aus, vor allem durch die Ankunft von Siedlern, Händlern und Soldaten. Bekanntheit erlangte Karthago diesbezüglich, dass hier der einflussreiche christliche Apologet Tertullian lebte und wirkte, so dass Nordafrika sich in der nächsten Zeit zu einem von mehreren Zentren des Christentums entwickelte. Die heidnische Bevölkerung widersetzte sich zunächst dem neuen Kult, später wurde die Christianisierung auch mit Gewalt durchgesetzt. Ab 400 durchdrang das Christentum durch die Aktivitäten von Augustinus von Hippo und seiner Bischöfe sämtliche Gesellschaftsschichten, indem sie die städtische Aristokratie und die Landbesitzer auf ihre Seite brachten. Krisen wie etwa das donatistische Kirchenschisma, das mit der Konferenz von Karthago abgewendet wurde, überwand das Christentum dank der guten wirtschaftlichen und sozialen Lage schnell. Davon zeugen Ruinen von Bauwerken wie die Basilika von Karthago oder die zahlreichen Kirchen, die auf heidnischen Tempeln (wie etwa in Sufetula) erbaut wurden.
Am 19. Oktober 439 eroberten die Vandalen und Alanen Karthago und errichteten ein Königreich, das ein Jahrhundert dauerte. Die Vandalen gehörten dem Arianismus an, einer Glaubensrichtung, die auf dem Ersten Konzil von Nicäa zur Häresie erklärt worden war. Sie forderten von der zumeist katholischen Bevölkerung die Treue zu ihrem Glauben und antworteten auf deren Weigerung mit Gewalt. Besitztümer der katholischen Kirche wurden beschlagnahmt. Die Kultur der ansässigen Bevölkerung blieb aber unangetastet und auch das Christentum florierte, soweit es die neuen Herrscher tolerierten. Das Vandalenreich ging nach der verlorenen Schlacht bei Tricamarum unter, bei der die Vandalen unter König Gelimer gegen die oströmischen Truppen von Belisar unterlagen. Kaiser Justinian I. machte aus Karthago eine Diözese und 590 das Exarchat von Karthago, das gegenüber der kaiserlichen Zentralmacht hohe zivile und militärische Autonomie besaß. Heiden, Juden und Häretiker wurden bald darauf aber von der byzantinischen Zentralgewalt, die das Christentum zur Staatsreligion erheben wollte, verfolgt.

### Islamisierung und Arabisierung

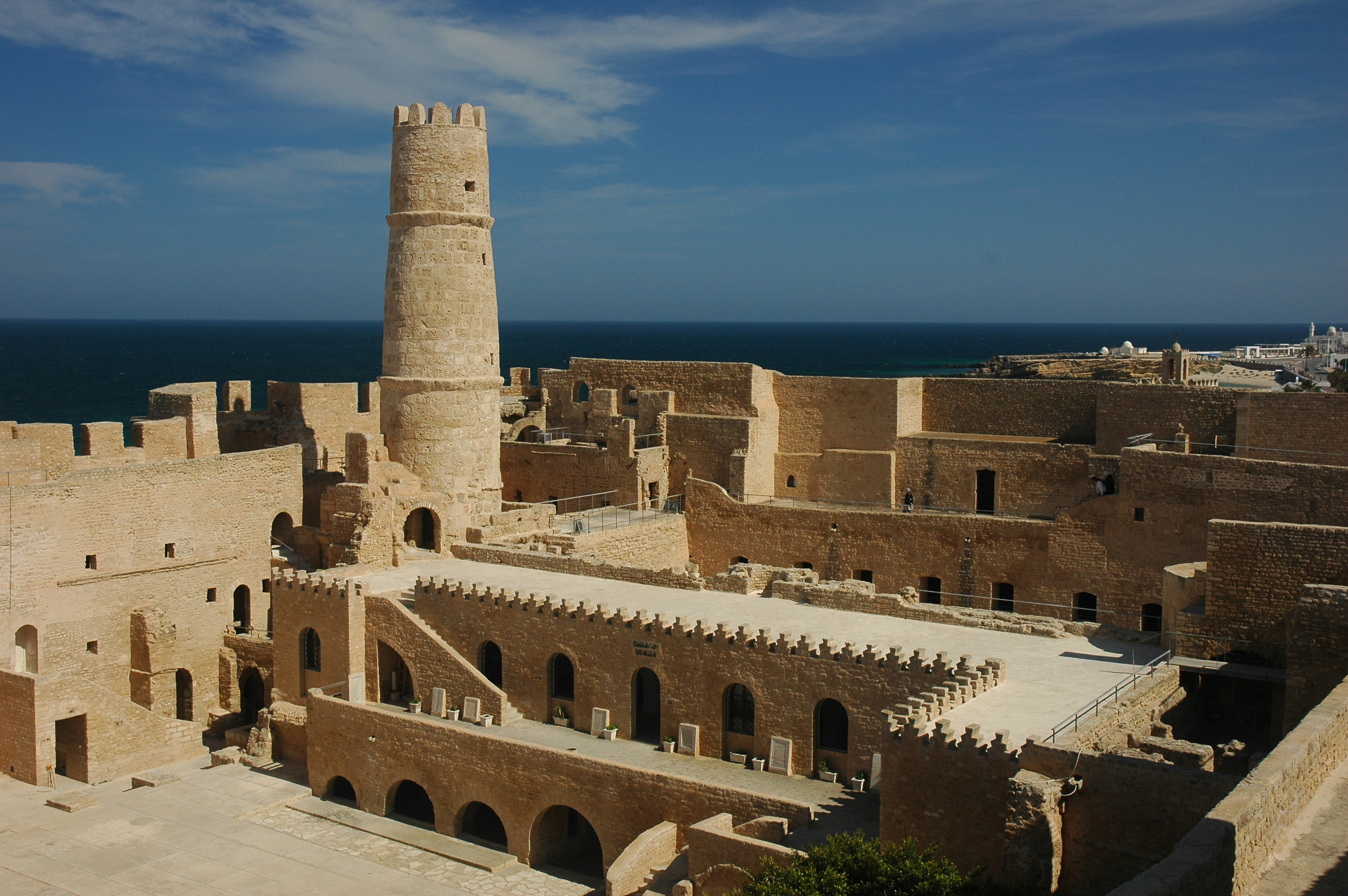
Ribāt von Monastir

Die ersten arabischen Vorstöße auf das heutige Tunesien begannen im Jahre 647. 661 wurde in einer zweiten Offensive Bizerte erobert; die Entscheidung fiel nach der dritten, 670 von Uqba ibn Nafi angeführten Offensive und der Gründung von Kairouan, die später Ausgangspunkt für die arabischen Expeditionen auf den nördlichen und westlichen Maghreb wurden. Der Tod von Uqba ibn Nafi 693 führte nur zu einem vorübergehenden Stillstand der arabischen Eroberung; 695 nahm der Ghassaniden-General Hassan Ibn Numan Karthago ein. Die Byzantiner, deren Seestreitkräfte den Arabern überlegen waren, griffen 696 Karthago an und nahmen es ein, während 697 die Berber unter Kāhina die Araber in einer Schlacht besiegten. 698 jedoch eroberten die Araber Karthago erneut und besiegten auch Kāhina.
Anders als vorherige Eroberer gaben sich die Araber nicht damit zufrieden, nur die Küstengebiete zu okkupieren, sondern machten sich auch an die Eroberung des Landesinneren. Nach einigem Widerstand konvertierten die meisten Berber zum Islam, vor allem durch die Aufnahme in die Streitkräfte der Araber. In den neugebauten Ribāts wurden religiöse Schulen eingerichtet. Gleichzeitig jedoch schlossen sich zahlreiche Berber der Glaubensrichtung der Charidschiten an, die die Gleichheit aller Muslime unabhängig von ihrer Rassen- oder Klassenzugehörigkeit verkündigte. Das heutige Tunesien blieb eine Provinz der Umayyaden, bis es 750 an die Abbasiden fiel. Zwischen 767 und 776 wurde das gesamte Territorium Tunesiens von den berberischen Charidschiten unter Abu Qurra beherrscht, die sich später in ihr Königreich Tlemcen zurückziehen mussten.
Im Jahre 800 übergab der Abbasidenkalif Hārūn ar-Raschīd seine Macht über Ifrīqiya dem Emir Ibrahim ibn al-Aghlab und übertrug ihm auch das Recht, seine Funktion zu vererben. Somit wurde die Aghlabiden-Dynastie gegründet, die ein Jahrhundert lang den mittleren und östlichen Maghreb beherrschte. Das heutige Tunesien wurde zu einem bedeutenden Kulturraum mit der Stadt Kairouan und seiner Großen Moschee im Mittelpunkt. Tunis wurde bis zum Jahr 909 die Hauptstadt des Emirates.
Das Aghlabiden-Emirat verschwand innerhalb von 15 Jahren (893–909) durch die Aktivitäten des proselytischen Ismailiten Abū ʿAbdallāh asch-Schīʿī, unterstützt durch eine fanatisierte Armee, die sich aus dem berberischen Kutāma-Stamm rekrutierte. Im Dezember 909 rief sich Abdallah al-Mahdi zum Kalifen aus und gründete damit die Fatimiden-Dynastie. Gleichzeitig erklärte er die sunnitischen Umayyaden und die Abbasiden zu Usurpatoren. Der Fatimidenstaat breitete seinen Einfluss auf ganz Nordafrika aus, indem er die Karawansereien und damit die Handelswege mit Subsahara-Afrika unter seine Kontrolle brachte. Eine letzte große Revolte des charidschitischen Banu-Ifran-Stammes unter Abū Yazīd konnte niedergeschlagen werden. Der dritte Fatimidenkalif Ismail al-Mansur verlegte die Hauptstadt nach Kairouan und eroberte 948 Sizilien. 972, drei Jahre nachdem die Region vollständig erobert war, verlegte die Fatimiden-Dynastie ihre Basis in östliche Richtung. Kalif al-Muʿizz legte die Herrschaft über Ifriqiya in die Hände von Buluggin ibn Ziri, der die Ziriden-Dynastie gründete. Die Ziriden erlangten schrittweise die Unabhängigkeit vom Fatimiden-Kalifen, was mit einem kompletten Bruch mit den Fatimiden endete. Diese rächten sich für den Verrat damit, dass sie Beduinenstämme (die Banū Hilāl und Banū Sulaim) aus Ägypten mit Eigentumstiteln auf Land in Ifriqiya ausstatteten und gegen die Ziriden ziehen ließen. Kairouan wurde in der Folge nach fünfjährigem Widerstand erobert und geplündert. 1057 flohen die Ziriden nach Mahdia, während die Eroberer in Richtung des heutigen Algerien weiterzogen. Die Ziriden versuchten danach erfolglos, das inzwischen von den Normannen besetzte Sizilien zurückzuerobern, und 90 Jahre lang versuchten sie, Teile ihres früheren Territoriums zurückzugewinnen. Sie verlegten sich auf Piraterie, um sich am Seehandel zu bereichern.
Diese Migration war das entscheidende Ereignis in der Geschichte des mittelalterlichen Maghreb. Sie hat das traditionelle Gleichgewicht zwischen nomadischen und sesshaften Berbern zerstört und zu einer Bevölkerungsdurchmischung geführt. Das Arabische, das bis dahin nur von den städtischen Eliten und am Hof gesprochen wurde, begann, die berberischen Dialekte zu beeinflussen.
Ab dem ersten Drittel des 12. Jahrhunderts war Tunesien häufigen Angriffen der Normannen aus Sizilien und Süditalien ausgesetzt. Das Territorium von Ifriqiya wurde gleichzeitig (1159) vom Almohaden-Sultan Abd al-Mu’min von Westen aus erobert. Wirtschaft und Handel blühten auf; Handelsbeziehungen wurden mit den wichtigsten Städten am Mittelmeer aufgenommen. Der wirtschaftliche Aufschwung bewirkte, dass das almohadische Jahrhundert als goldenes Zeitalter des Maghreb in die Geschichte einging, als sich große Städte mit prächtigen Moscheen entwickelten und Wissenschaftler wie Ibn Chaldūn arbeiteten.
Die Almohaden legten die Verwaltung des heutigen tunesischen Gebiets in die Hände von Abu Muhammad Abdalwahid, doch bereits sein Sohn Abu Zakariya Yahya I. löste sich 1228 ab und gründete die Dynastie der Hafsiden. Zwischen 1236 und 1574 regierte somit die erste tunesische Dynastie. Die Hauptstadt wurde nach Tunis verlegt, das sich dank des Seehandels schnell entwickelte.

### Osmanische Herrschaft
Ab der zweiten Hälfte des 14. Jahrhunderts verloren die Hafsiden langsam die Kontrolle über ihr Territorium und gerieten, speziell nach der verlorenen Schlacht von Kairouan (1348) unter den Einfluss der Meriniden des Abū ʿInān Fāris. Die Pest von 1384 traf Ifriqiya mit voller Wucht und trug zum Bevölkerungsschwund seit den Invasionen durch die Banū Hilāl bei. Gleichzeitig begannen Mauren und Juden aus Andalusien einzuwandern. Die Spanier unter Ferdinand II. und Isabella I. eroberten die Städte Mers-el-Kébir, Oran, Bejaia, Tripolis und die Algier vorgelagerte Insel. Die Hafsidenherrscher sahen sich genötigt, die Hilfe der Korsarenbrüder Khair ad-Din Barbarossa und Arudsch in Anspruch zu nehmen.
In ihrer Bedrängnis erlaubten die Hafsiden den Korsaren, den Hafen von La Goulette und die Insel Djerba als Basis zu benutzen. Nach dem Tod von Arudsch machte sich sein Bruder Khair ad-Din Barbarossa zum Vasallen des Sultans von Istanbul und wurde von ihm zum Admiral des Osmanischen Reiches ernannt. Er eroberte 1534 Tunis, musste sich aber 1535 aus der Stadt zurückziehen, nachdem diese durch eine Armada von Karl V. im Tunisfeldzug erobert worden war. 1574 wurde Tunis wieder von den Osmanen, diesmal unter Führung von Kılıç Ali Pascha, erobert. Tunesien wurde damit eine Provinz des osmanischen Reiches. Die neuen Herrscher hatten aber wenig Interesse an Tunesien und ihre Bedeutung nahm ständig auf Kosten von lokalen Machthabern ab; es waren nur 4000 Janitscharen in Tunis stationiert. Im Jahre 1590 kam es zu einem Janitscharenaufstand, als dessen Resultat ein Dey an die Staatsspitze gesetzt wurde. Ihm war ein Bey unterstellt, der für die Verwaltung des Landes und die Steuereintreibung verantwortlich war. Der den Bey gleichgestellte Pascha hatte nur die Aufgabe, den osmanischen Sultan zu repräsentieren. Im Jahre 1612 gründete Murad Bey die Dynastie der Muraditen, am 15. Juli 1705 machte Husain I. ibn Ali sich zum Bey von Tunis und gründete die Dynastie der Husainiden. Unter den Husainiden erreichte Tunesien einen hohen Grad an Selbständigkeit, obwohl es offiziell noch immer osmanische Provinz war. Ahmad I. al-Husain, der von 1837 bis 1855 regierte, leitete einen Modernisierungsschub ein mit wichtigen Reformen wie die Abschaffung der Sklaverei oder die Annahme einer tunesischen Verfassung.

### Französisches Protektorat, Unabhängigkeitskampf

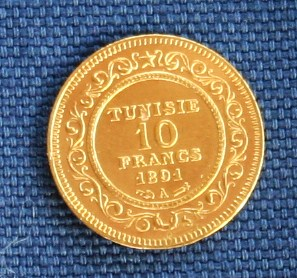
Goldmünze zu 10 Francs aus der Zeit des französischen Protektorats (1891)

Wirtschaftliche Schwierigkeiten, hervorgerufen durch eine ruinöse Politik der Beys, hohe Steuern und ausländische Einflussnahme zwangen die Regierung 1869, den Staatsbankrott zu erklären und eine internationale britisch-französisch-italienische Finanzkommission ins Leben zu rufen. Aufgrund seiner strategischen Lage wurde Tunesien schnell zum Zielpunkt der französischen und italienischen Interessen. Die Konsuln Frankreichs und Italiens versuchten, aus den finanziellen Schwierigkeiten der Beys ihre Vorteile zu ziehen, wobei Frankreich darauf vertraute, dass sich England neutral verhalten würde (England hatte kein Interesse daran, dass Italien den Seeweg über den Suezkanal in seine Kontrolle bringen würde), und auch darauf, dass Bismarck die Aufmerksamkeit Frankreichs von der Elsaß-Lothringen-Frage ablenken wollte.
Einfälle von Plünderern aus der Kroumirie in das Territorium Algeriens lieferten Jules Ferry den Vorwand, Tunesien zu erobern. Im April 1881 drangen französische Truppen in Tunesien ein und eroberten innerhalb von drei Wochen Tunis, ohne auf nennenswerten Widerstand zu stoßen. Am 12. Mai 1881 wurde Bey Muhammad III. al-Husain zur Unterzeichnung des Bardo-Vertrages gezwungen, womit Tunesien ein französisches Protektorat wurde. Aufstände rund um Kairouan und Sfax wurden einige Monate später schnell erstickt. Der Vertrag von la Marsa vom 8. Juni 1883 räumte Frankreich weitreichende Befugnisse in der Außen-, Verteidigungs- und Innenpolitik Tunesiens ein. Damit gliederte Frankreich das Land in sein Kolonialreich ein und vertrat es in der Folge auf dem internationalen Parkett. Der Bey musste fast seine gesamte Macht an den Generalresidenten abgeben. Auf wirtschaftlichem Gebiet gab es Fortschritte:
- Banken und Unternehmen wurden gegründet,
- die landwirtschaftliche Nutzfläche wurde erweitert und für den Anbau von Getreide und Oliven genutzt,
- 1885 wurden beträchtliche Phosphatvorkommen in der Region Seldja entdeckt. Nach dem Bau einiger Eisenbahnlinien (siehe Geschichte der Eisenbahn in Tunesien) begannen Phosphatabbau und Eisenerzabbau.
- Ein zweisprachiges Bildungssystem wurde eingeführt, das es den Eliten Tunesiens erlaubte, sich auf Arabisch und Französisch fortzubilden.

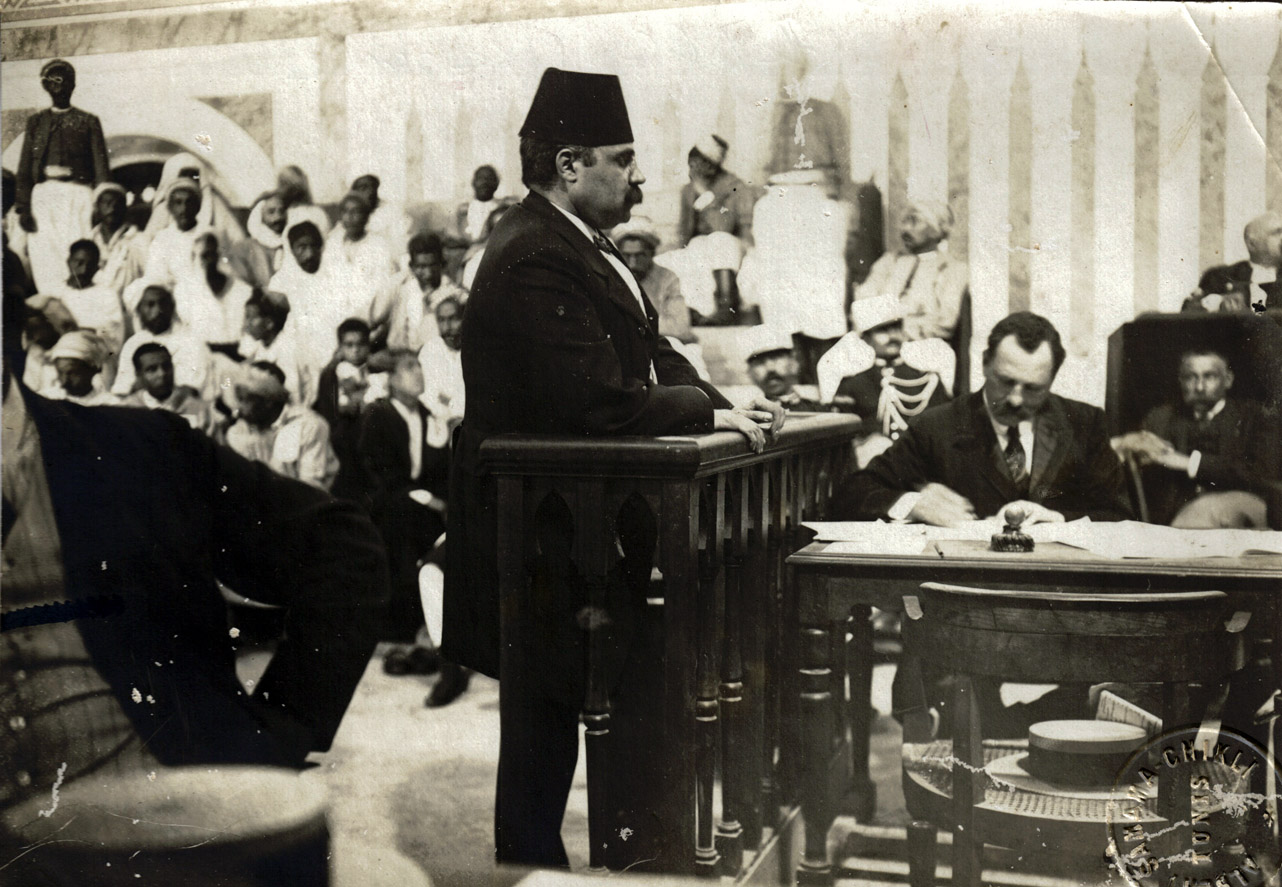
Prozess nach der Djellaz-Affäre, 1911

Am Beginn des 20. Jahrhunderts begann der Widerstand gegen die französische Besatzung. 1907 gründeten Béchir Sfar, Ali Bach Hamba und Abdeljelil Zaouche die reformistische Intellektuellenbewegung Jeunes Tunisiens. Diese nationalistische Strömung zeigte sich in der Djellaz-Affäre 1911 und im Boykott der Straßenbahn von Tunis 1912. Von 1914 bis 1921 herrschte in Tunesien der Ausnahmezustand und jegliche antikolonialistische Presseäußerung wurde verboten. Trotzdem bekam die nationale Bewegung mehr Zulauf und zu Ende des Ersten Weltkriegs wurde von einer Gruppe um Abdelaziz Thâalbi die Destur-Partei gegründet. Sie verkündete nach ihrer offiziellen Gründung am 4. Juni 1920 ein Acht-Punkte-Programm. Der Anwalt Habib Bourguiba, der schon vorher in Zeitschriften wie La Voix du Tunisien oder L’Étendard tunisien das Protektoratsregime angeprangert hatte, gründete 1932 zusammen mit Tahar Sfar, Mahmoud Materi und Bahri Guiga die Zeitschrift L’Action Tunisienne, die neben der Unabhängigkeit auch für den Laizismus eintrat. Diese Position führte zur Spaltung der Destour-Partei auf dem Kongress von Ksar Hellal am 2. März 1934:
- Der islamistische Flügel blieb beim alten Namen Destour;
- der modernistische und laizistische Flügel nannte sich Néo-Destour. Er verlieh sich eine moderne Organisation nach dem Vorbild europäischer sozialistischer Parteien und beschloss als Ziel, die Macht zu ergreifen, um die Gesellschaft zu verändern.

Nach dem Scheitern von Verhandlungen mit der Regierung Léon Blum kam es 1937 zu einigen blutigen Zwischenfällen, die in den gewaltsam niedergeschlagenen Unruhen vom April 1938 gipfelten.
Diese Unterdrückung führte dazu, dass der Néo-Destour seinen Kampf im Untergrund fortführte. 1940 lieferte das Vichy-Regime Bourguiba auf Verlangen Mussolinis an Italien aus, der sich erhoffte, damit die Résistance in Nordafrika zu schwächen. Bourguiba rief jedoch am 8. August 1942 zur Unterstützung für die Alliierten auf. Im November 1942 wurde das Land Schauplatz des Tunesienfeldzugs, der mit einem Sieg der Alliierten endete, wobei die Truppen der Achsenmächte am 11. Mai 1943 zur Kapitulation am Kap Bon gezwungen wurden.
Nach dem Zweiten Weltkrieg wurde der bewaffnete Widerstand Teil der Strategie zur nationalen Befreiung. Verhandlungen mit der französischen Regierung wurden geführt und Robert Schuman deutete 1950 sogar eine schrittweise Unabhängigkeit Tunesiens an; nationalistische Auseinandersetzungen führten 1951 jedoch zum Scheitern dieser Verhandlungen.

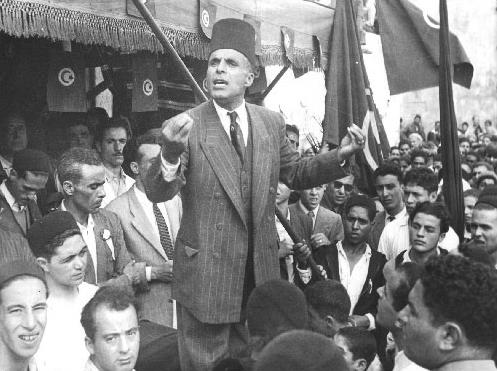
Habib Bourguiba in Bizerte (1952)

Nach der Ankunft des neuen Generalresidenten, Jean de Hauteclocque, am 13. Januar 1952 und der Verhaftung von 150 Destour-Mitgliedern am 18. Januar begann eine bewaffnete Revolte, während sich die Fronten auf beiden Seiten verhärteten. Die Ermordung des Gewerkschafters Farhat Hached durch die kolonialistische Extremistenorganisation La Main Rouge führte zu Kundgebungen, Unruhen, Streiks und Sabotageaktionen, wobei das Ziel immer mehr die Strukturen der Kolonisation und Regierung wurden. Frankreich mobilisierte 70.000 Soldaten, um die tunesischen Guerilla-Gruppen unter Kontrolle zu bringen. Diese Situation wurde erst mit der Zusicherung innerer Autonomie an Tunesien durch Pierre Mendès France am 31. Juli 1954 entschärft. Am 3. Juli 1955 wurden schließlich von Tunesiens Premierminister Tahar Ben Ammar und seinem französischen Amtskollegen Edgar Faure die französisch-tunesischen Verträge unterzeichnet. Trotz des Widerstandes von Salah Ben Youssef, der in der Folge aus der Neo-Destour-Partei ausgeschlossen wurde, wurden die Verträge vom Kongress des Neo-Destour am 15. November in Sfax ratifiziert. Nach neuen Verhandlungen erkannte Frankreich am 20. März 1956 die Unabhängigkeit Tunesiens an, wobei es die Militärbasis in Bizerte behielt.

### Tunesien nach seiner Unabhängigkeit
Am 25. März 1956 wurde die konstituierende Nationalversammlung des Landes gewählt. Die Néo-Destour gewann alle Sitze, und Bourguiba übernahm den Parlamentsvorsitz. Am 11. April wurde er von Lamine Bey zum Premierminister ausgerufen. Am 13. August wurde das fortschrittliche tunesische Personenstandsgesetz erlassen. Am 25. Juli 1957 wurde Lamine Bey abgesetzt, die Monarchie abgeschafft und Tunesien eine Republik. Bourguiba wurde zum Präsidenten proklamiert und am 8. November 1959 erstmals auch vom Volk gewählt.
Die Rechtsgrundlagen der Verfassung orientierten sich am französischen Recht. Das aktive und passive Frauenwahlrecht wurde am 1. Juni 1959 eingeführt. Auf der Basis einer Verordnung übten Frauen im Mai 1957 erstmals bei Stadtratswahlen das aktive und passive Wahlrecht aus.
Der Islam war Staatsreligion (Artikel 1); Tunesien war aber das einzige arabische Land, das das islamische Rechtssystem Scharia in seiner Verfassung vom 1. Juni 1959 abgeschafft hatte. Lediglich Artikel 38 der tunesischen Verfassung schrieb fest, dass der Präsident ein Muslim sein musste. Nach der Unabhängigkeit waren die Frauen im Familienrecht (Eheschließung, Scheidung, Sorgerecht) den Männern gleichgestellt worden. Tunesien verfügte über ein Parlament, das aus zwei Kammern bestand:
- Die Abgeordnetenkammer (Chambre des députés) mit für fünf Jahre gewählten Mitgliedern. Das Wahlgesetz sah vor, dass mindestens 20 % der Parlamentssitze der Opposition zustanden
- Die (erst seit 2005 existierende) Rätekammer (Chambre des conseillers) mit für sechs Jahre gewählten Räten. Die Räte wurden indirekt, das heißt von der Abgeordnetenkammer, dem Präsidenten oder Gemeinderäten ernannt. Die einzige in dieser Kammer vertretene Partei war die 1988 gegründete Konstitutionelle Demokratische Sammlung (RCD). Die Gesetzesinitiative lag beim Präsidenten oder bei der Abgeordnetenkammer; in der Praxis wurde sie meist vom Präsidenten wahrgenommen.[60]

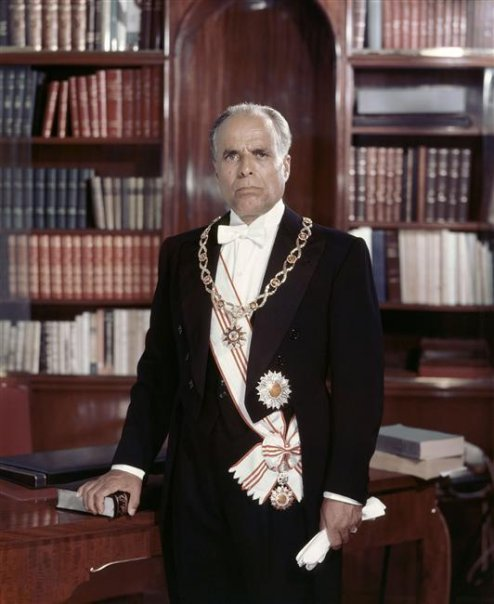
Offizielles Foto von Habib Bourguiba

Im Jahr 1958 kam es zu einem internationalen Zwischenfall mit vielen zivilen Opfern, als die Franzosen den Grenzort Sakiet Sidi Youssef als Vergeltungsmaßnahme gegen von Tunesien aus operierende Kämpfer der FNL im Rahmen des Algerienkrieges bombardierten. Im Jahr 1961, als das Ende des Algerienkrieges absehbar war, forderte Tunesien die Rückgabe der Militärbasis von Bizerte. Die folgende Bizerte-Krise forderte etwa 1000 Todesopfer, davon die Mehrheit Tunesier. Sie endete mit der Rückgabe der Basis am 15. Oktober 1963.
Nach der Ermordung von Salah Ben Youssef, dem wichtigsten Oppositionellen seit 1955, sowie des Verbots der Kommunistischen Partei am 8. Januar 1963 wurde die tunesische Republik zu einem von der Néo-Destour geführten Einparteienstaat. Auch ihre Nachfolgerin, die 1988 gegründete Konstitutionelle Demokratische Sammlung (RCD), war bis Januar 2011 die dominierende Partei. Sie entsandte zuletzt (2010) 152 der 189 Parlamentarier.
Im März 1963 leitete Premierminister Ahmed Ben Salah eine sozialistische Politik ein, unter der praktisch die gesamte tunesische Wirtschaft verstaatlicht wurde. Bereits 1969 wurde Ben Salah jedoch entlassen, nachdem es zu Unruhen wegen der Kollektivierung der Landwirtschaft gekommen war; das sozialistische Experiment war damit auch beendet. Die schwächelnde Wirtschaft und der von Muammar al-Gaddafi gepredigte Panarabismus führten zu einem 1974 gestarteten politischen Projekt, das Tunesien und Libyen unter dem Namen Arabische Islamische Republik vereinigen sollte. Das Projekt wurde jedoch nach nationalen und internationalen Spannungen wieder fallengelassen.
Die Verurteilung Ben Salahs zu einer hohen Gefängnisstrafe leitete eine Periode ein, in welcher der durch Ahmed Mestiri angeführte liberale Flügel der mittlerweile in Sozialistische Destur-Partei umbenannten Partei die Oberhand gewann. Bourguiba wurde 1975 zum Präsidenten auf Lebenszeit ernannt, der Gewerkschaftsbund UGTT gewann während der Regierung von Hédi Nouira eine gewisse Autonomie, und die Tunesische Liga für Menschenrechte konnte 1977 gegründet werden. Die erwachende Zivilgesellschaft konnte auch durch die Gewaltakte gegen die UGTT am Schwarzen Dienstag des Januar 1978 und die Angriffe auf die Bergbaustadt Gafsa im Januar 1980 nicht mehr mundtot gemacht werden.
Zu Beginn der 1980er Jahre geriet das Land in eine politische und soziale Krise, deren Ursachen in Vetternwirtschaft und Korruption, in der Lähmung des Staates angesichts der sich verschlechternden Gesundheit Bourguibas, in Nachfolgekämpfen und einer generellen Verhärtung des Regimes zu suchen sind. Im Jahre 1981 erweckte die teilweise Wiederherstellung des pluralistischen Systems Hoffnungen, die jedoch bereits mit der Wahlfälschung im November desselben Jahres zerstört wurden. Die blutige Niederschlagung der Brot-Unruhen im Dezember 1983, die erneute Destabilisierung der UGTT und die Verhaftung ihres Vorsitzenden Habib Achour trugen dann zum Sturz des alternden Präsidenten und zum sich verstärkenden Aufkommen des Islamismus bei.
Am 7. November 1987 setzte Ministerpräsident Zine el-Abidine Ben Ali den Präsidenten Bourguiba aufgrund von Senilität ab, was von der Mehrheit des politischen Spektrums begrüßt wurde. Im Dezember 1987 entließ Ben Ali sechs der neun Politbüromitglieder der regierenden Parti Socialiste Destourien (PSD) und ersetzte sie durch persönliche Vertraute. Nach dem Machtwechsel kehrten auch mehrere Exilpolitiker nach Tunesien zurück. Ende 1987 wurden 2500 Gefangene, darunter auch 600 islamische Fundamentalisten aus den Gefängnissen freigelassen. Außenpolitisch setzte Ben Ali auf eine engere Zusammenarbeit mit den Maghreb-Staaten und nahm auch die 1985 abgebrochenen diplomatischen Beziehungen zu Libyen wieder auf.

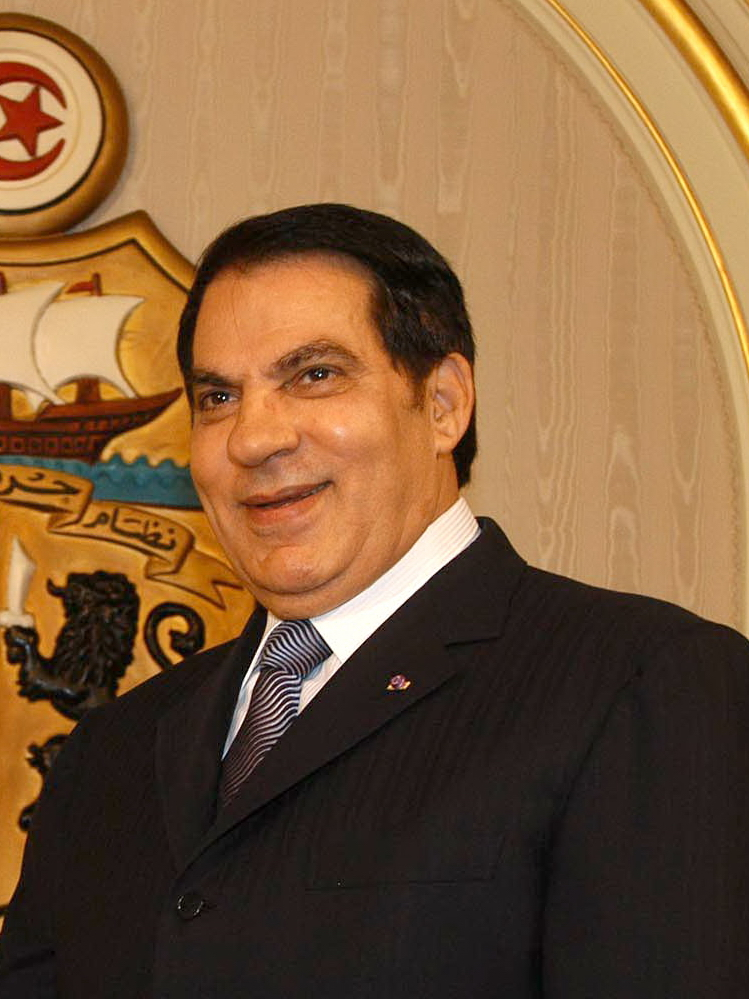
Zine el-Abidine Ben Ali, Präsident Tunesiens 1987 bis 2011

Ben Ali wurde am 2. April 1989 mit 99,27 % der Stimmen gewählt und schaffte es in der Folge, die Wirtschaft wieder anzukurbeln. Ben Ali bekämpfte den radikalen Islamismus aktiv und ersparte Tunesien somit die Gewalt, die das benachbarte Algerien erschütterte; die Ennahda-Partei wurde neutralisiert, zehntausende militante Islamisten verhaftet und in zahlreichen Prozessen zu Beginn der 1990er Jahre verurteilt. Der führende Flügel der Ennahda-Bewegung lebte im Exil in Frankreich und Großbritannien. Die laizistischen Oppositionellen gründeten 1988 mit dem Pacte national eine Plattform mit dem Ziel, das Regime zu demokratisieren. Die politische Opposition und Nicht-Regierungsorganisationen begannen derweil, das Regime der Einschränkung von Bürgerrechten zu beschuldigen, weil es die Repression über die Bekämpfung des radikalen Islamismus hinaus ausweitete. In den Präsidentschaftswahlen 1994 wurde Ben Ali mit 99,91 % der Stimmen wiedergewählt; im Jahr 1995 unterzeichnete er ein Freihandelsabkommen mit der Europäischen Union. Die Präsidentschaftswahl am 24. November 1999 war die erste pluralistische Wahl in der Geschichte des Landes, wurde jedoch von Ben Ali mit einem ähnlichen Stimmenanteil wie in den vorangegangenen Wahlen gewonnen. Die Verfassungsänderung des Jahres 2002 steigerte noch den Machtumfang des Präsidenten. Im selben Jahr meldete sich der islamische Terrorismus mit dem Anschlag auf die el-Ghriba-Synagoge zu Wort.
2009 wurden die Bürger Tunesiens in ihrem Recht, die Regierung abzuwählen, und ihrem Recht auf freie Meinungsäußerung erheblich eingeschränkt. Die Regierung führte strenge Einschränkungen der Meinungs-, Presse- und Versammlungsfreiheit im Vorfeld der Wahl im Oktober 2009 ein. Öffentliche Kritik wurde nicht geduldet. Es gab zahlreiche Berichte darüber, dass oppositionelle Bürger durch strafrechtliche Ermittlungen, willkürliche Verhaftungen, Reisebeschränkungen und Kontrollen gezielt eingeschüchtert wurden, um Kritik zu verhindern. Lokale und internationale Nichtregierungsorganisationen berichteten, dass Sicherheitskräfte Gefangene misshandelten. Präsident Zine el-Abidine Ben Ali wurde zuletzt im Oktober 2009 mit 89,28 Prozent Stimmenanteil im Amt bestätigt; die nächste Präsidentschaftswahl sollte Ende des Jahres 2014 stattfinden. Zine el-Abidine Ben Ali wurde aufgrund des öffentlichen Drucks durch die massiven Proteste ab Dezember 2010 gestürzt. Nach seiner Flucht nach Saudi-Arabien übernahm Parlamentspräsident Fouad Mebazaa am 14. Januar 2011 vorläufig die Amtsgeschäfte.

### Revolution und neue Verfassung (ab 2010)
Am 4. Januar 2011 starb in einem Krankenhaus in Tunis Mohamed Bouazizi, ein 26-jähriger Mann, an den Verletzungen, die er sich in der Provinzhauptstadt Sidi Bouzid bei einer Selbstverbrennung am 17. Dezember 2010 zugefügt hatte. Der Gemüsehändler hatte sich selbst vor dem Gouvernementsgebäude in Brand gesetzt, um gegen die Konfiszierung seines Obst- und Gemüsestandes durch die Polizei zu protestieren. Es folgten Solidaritätskundgebungen im ganzen Land, die sich zu regimekritischen Kundgebungen ausweiteten. Forderungen nach Presse- und Meinungsfreiheit mischten sich mit Kritik an Korruption und Zensur. Der Ärger der Tunesier richtete sich auch gegen die Kleptokratie in der Umgebung Ben Alis, insbesondere durch die zahlreichen Familienmitglieder seiner Frau, Angehörige der Familie Trabelsi, die aufgrund von politischer Einflussnahme wichtige Unternehmen in Tunesien in Besitz genommen haben.

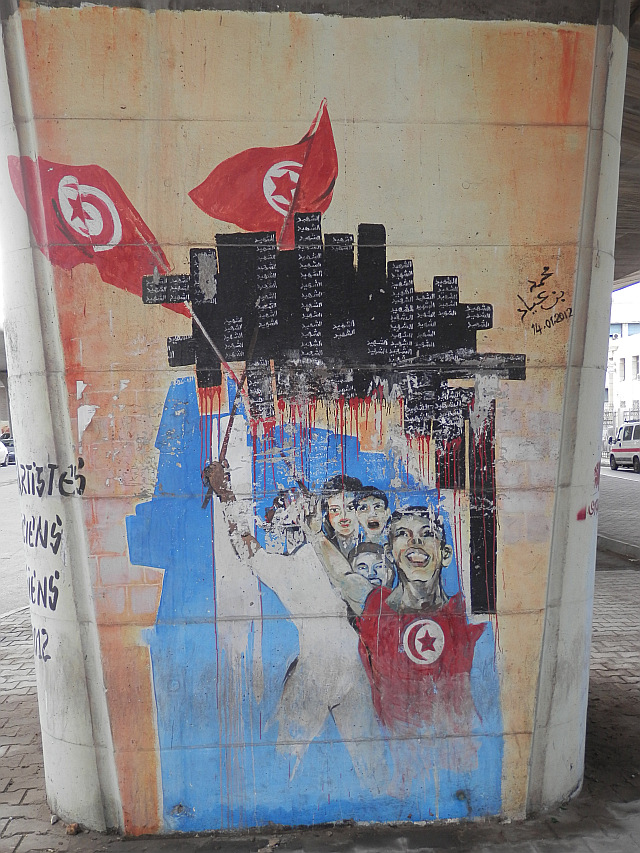
Graffiti unter der Stadtautobahn von Tunis

Während der Unruhen kam es im Januar 2011 zur Verhängung einer Ausgangssperre über die Hauptstadt und Teile ihrer Vororte. Präsident Ben Ali reagierte auf die Unruhen mit der Ausrufung des Ausnahmezustandes. Er löste die Regierung auf und kündigte vorgezogene Neuwahlen an, bevor er, aufgrund immer lauter werdender Proteste, am 14. Januar 2011 fluchtartig das Land verließ. In Analogie zu anderen Farbrevolutionen (zum Beispiel der Rosenrevolution in Georgien) bekamen die Geschehnisse im Ausland nach Tunesiens Nationalblume den Namen „Jasminrevolution“. Die Amtsgeschäfte wurden vom Verfassungsrat interimistisch auf den Parlamentspräsidenten Fouad Mebazaa übertragen, nachdem sie kurzzeitig durch den Premierminister Mohamed Ghannouchi geführt wurden. Die von Ghannouchi gebildete Übergangsregierung kündigte Pressefreiheit und die Freilassung aller politischen Gefangenen an. Am 3. Februar 2011 kündigte Interimspräsident Mebazaâ in einer Rede an die Nation die Wahl einer Verfassunggebenden Versammlung an, die den „endgültigen Bruch“ mit dem Ben-Ali-System einleiten sollte. Die tunesische Volkserhebung löste als „Arabischer Frühling“ im fast gesamten arabischen Raum ähnliche Bewegungen aus, die unter anderem in Libyen und Ägypten die dortigen Machthaber stürzten.
Am 23. Oktober 2011 fanden die ersten freien Wahlen zu einer Verfassunggebenden Versammlung statt, aus denen die islamistische Partei Ennahda als stärkste mit 90 der 217 Sitze hervorging. Die Versammlung trat am 22. November 2011 erstmals zusammen. Mit Hilfe der Kongresspartei wurde Moncef Marzouki am 12. Dezember 2011 zum neuen Staatspräsidenten gewählt. Er ernannte am 24. Dezember Hamadi Jebali zum Ministerpräsidenten.
In der Verfassunggebenden Versammlung waren unter anderem folgende Parteien vertreten:
- die islamisch geprägte Ennahda-Bewegung mit 90 der 217 Sitze
- der sozialliberale Kongress für die Republik (CPR) mit 29 Sitzen
- die populistische Volkspetition für Freiheit, Gerechtigkeit und Entwicklung mit 26 Sitzen
- das sozialdemokratische Demokratische Forum für Arbeit und Freiheit (Ettakatol – FDTL) mit 20 Sitzen
- die säkulare und liberale Progressive Demokratische Partei (PDP) mit 16 Sitzen
- der linksgerichtete, säkulare Demokratisch-Modernistische Pol inklusive der postkommunistischen Ettajdid-Bewegung, mit fünf Sitzen
- die Partei Elmoubadara („Die Initiative“), eine faktische Nachfolgepartei der verbotenen RCD, die das alte Ben-Ali-System vertritt, mit fünf Sitzen
- die bürgerlich-liberale Partei Afek Tounes mit vier Sitzen und
- die Tunesische Arbeiterpartei mit drei Sitzen

Die Ennahda-Bewegung wurde auch nach ihrem Wahlsieg zur Verfassungsgebenden Versammlung differenziert eingeschätzt: Deren Mitglieder seien „bürgerlich-konservative Muslime“, „moderate Islamisten“ oder „militante Islamisten“. Zwar hatte die Ennahda die Aktionen der Islamisten stets verurteilt und ihr Wahlprogramm war moderat verfasst (zum Beispiel Geschlechtergerechtigkeit), doch befürchteten nicht wenige Tunesier, dass diese Forderung als Deckmantel nach einem Wahlsieg abgelegt werden könnte.
2012/13 kam es zu Übergriffen auf Abgeordnete und Politiker, die nicht der Ennahda-Partei angehörten. Die Ermordung des linken Oppositionspolitikers Chokri Belaïd am 6. Februar 2013, eines prominenten Kritikers der Ennahda-Partei, und Mohamed Brahmis am 15. Juli 2013 führten zu Massendemonstrationen gegen die Regierungspartei. Auch viele Frauen fühlten sich nach dem Sieg dieser Partei in ihren Rechten gefährdet, die ihnen schon Bourguiba 1956 und danach Ben Ali zugestanden hatten. So sollten sie zum Beispiel dem Mann nicht mehr „gleichgestellt“ sein, sondern ihn „ergänzen“ (Verfassungsentwurf vom August 2012). Dagegen gab es Demonstrationen bis ins Jahr 2013. Ministerpräsident Jebali war bereits am 19. Februar zurückgetreten. Sein Nachfolger wurde der bisherige Innenminister Ali Larayedh, der ein Jahr später, am 29. Januar 2014, im Rahmen eines nationalen Dialogs Mehdi Jomaâ und dessen Regierung von Technokraten Platz machte. Seit Ende 2014 war Beji Caid Essebsi erster demokratisch gewählter Präsident eines arabischen Landes; er ernannte am 5. Januar 2015 Habib Essid zum Premierminister. Am 25. Juli 2019 starb Essebsi im Amt.
Am 7. Februar 2014 wurde die neue Verfassung, auf die sich am 27. Januar eine Mehrheit von 200 Abgeordneten (von insgesamt 216) aus fast allen Parteien geeinigt hatte, feierlich verabschiedet. Sie garantiert die Glaubens- und Gewissensfreiheit sowie die Gleichstellung von Mann und Frau und ist zum Zeitpunkt ihrer Verabschiedung „einzigartig in der arabischen Welt“.
Die Machtverteilung zwischen Präsident und Premierminister soll ein autokratisches Regime künftig verhindern. Ein neu zu schaffender Verfassungsgerichtshof soll über die Rechtmäßigkeit zukünftiger Gesetzesreformen wachen. Damit soll die Gewaltenteilung in Zukunft geschützt werden.
Einer der größten Streitpunkte war bis zum Schluss die Rolle der Religion im neuen Tunesien. Während die Präambel und Artikel 1 der Verfassung zwar den Islam erwähnen, ohne auf seine Bedeutung für den Staat einzugehen, wird der Text an einigen Stellen konkreter. Der Artikel 6 garantiert Glaubens- und Gewissensfreiheit und sogar – undenkbar in anderen arabischen Ländern – das Recht auf gar keinen Glauben, um jedoch nur einen Halbsatz später festzulegen, dass der Staat „das Heilige“ beschützt. Der Islam ist Staatsreligion, aber die Scharia nicht Rechtsquelle.
Am 1. Juni 2014 nahm die Kommission für Wahrheit und Würde ihre Arbeit auf, die Menschenrechtsverletzungen zwischen 1955 und 2013 aufarbeiten sollte. Ihren Abschlussbericht präsentierte sie am 26. März 2019.
Tunesien wurde 2015 auf der Freedom Map der Organisation Freedom House 2015 als erstes arabisches Land mit dem Status „frei“ bewertet. 2017 erhielt es die Bestnote 1 bei der Bewertung der politischen Rechte.
2015 wurde das Tunesische Quartett für seine Bemühungen um die Demokratisierung und den nationalen Dialog nach der Revolution mit dem Friedensnobelpreis ausgezeichnet.
Präsident Kaïs Saïed gab im September 2021 gegenüber der Öffentlichkeit an, die 2014 verabschiedete Verfassung „reformieren“ zu wollen. Der Verfassungsentwurf sieht eine Ausweitung der Macht des Präsidenten gegenüber dem Parlament und der Justiz vor. Der Präsident kann Abgeordneten ihr Mandat aberkennen und setzt die Richter des Verfassungsgerichtes ein. Damit wird das Prinzip der Gewaltenteilung eingeschränkt. Am 25. Juli 2022 wurde ein Volksentscheid über die Verfassung durchgeführt. Der Verfassungsentwurf wurde mit 94,6 Prozent der abgegebenen Stimmen angenommen. Die Opposition hatte dazu aufgerufen, die Abstimmung zu boykottieren. So lag die Wahlbeteiligung bei nur 30,5 Prozent. Es war die niedrigste Wahlbeteiligung bei einer Wahl in Tunesien seit der Revolution 2010/2011.

### Frauenrechte
Gleichberechtigung von Frauen und Männern war in der Verfassung ein wichtiges Thema. Frauenförderung ist seit Mitte der 1950er Jahre ein Bestandteil der tunesischen Politik. Bereits 1956, nach der Unabhängigkeit, wurden in Tunesien Frauen weitgehend gleichberechtigt, sie durften wählen gehen und die Scheidung einreichen; lediglich das islamische Erbrecht, in dem Söhnen höhere Anteile als Töchtern zustehen, wurde beibehalten. Inzwischen stellen die neuen Artikel 20 und 45 Männer und Frauen nicht nur vollkommen gleich, sondern garantieren auch Chancengleichheit und sprechen sich dafür aus, dass eine bestimmte Zahl der Sitze in Stadt- und Landräten an Frauen vergeben werden muss. Dennoch wurde der ‚Staatsfeminismus‘ von tunesischen Frauenbewegungen kritisiert, da trotz aller staatlichen Bemühungen weiterhin Benachteiligung von Frauen bestehe.

## Politik

### Politische Indizes
| Name des Index                     | Indexwert    | Weltweiter Rang | Interpretationshilfe | Jahr |
| ---------------------------------- | ------------ | --------------- | --- | ---- |
| Fragile States Index               | 67,2 von 120 | 92 von 179      | Stabilität des Landes: Warnung 0 = sehr nachhaltig / 120 = sehr alarmierend Rang: 1 = fragilstes Land / 179 = stabilstes Land | 2024 |
| Demokratieindex                    | 4,71 von 10  | 93 von 167      | Hybridregime 0 = autoritäres Regime / 10 = vollständige Demokratie                                                            | 2024 |
| Freedom in the World Index         | 51 von 100   | —               | Freiheitsstatus: teilweise frei 0 = unfrei / 100 = frei                                                                       | 2024 |
| Rangliste der Pressefreiheit       | 43,5 von 100 | 129 von 180     | Schwierige Lage für die Pressefreiheit 100 = gute Lage / 0 = sehr ernste Lage                                                 | 2025 |
| Korruptionswahrnehmungsindex (CPI) | 39 von 100   | 92 von 181      | 0 = sehr korrupt / 100 = sehr sauber                                                                                          | 2024 |
| Positiver Friedensindex (PPI)      | 2,865 von 5  | 54 von 163      | 1 = am einträchtigsten / 5 = am wenigsten friedlich                                                                           | 2020 |

Seit Beginn der Demokratisierung im Zuge des Arabischen Frühlings im Jahr 2011 hat sich die Situation der Pressefreiheit deutlich verbessert. 2010 lag Tunesien noch auf Platz 164 der Rangliste. Die Lage wurde als „schwierig“ eingestuft. Auch der Demokratieindex zeigt deutliche Verbesserungen. 2010 lag das Land noch bei unter drei Punkten und wurde als autoritäres Regime eingestuft. In den folgenden Jahren stieg der Wert sprunghaft an.

### Menschenrechte
In Tunesien wird regelmäßig Folter durch staatliche Behörden ausgeübt. Laut einem Bericht von Amnesty International aus dem Jahr 2017 gibt es landesweit Folter, willkürliche Verhaftungen, Hausdurchsuchungen, Razzien und Reiseverbote. Verhaftungen erfolgen demnach wegen auffälligen Aussehens, religiöser Äußerungen oder bereits verbüßter Delikte. Die Organisation bemängelte die Straflosigkeit für Menschenrechtsverletzungen, welche die Kultur der Gewalt fördere.
Behörden gingen bis zum Ende der Diktatur 2011 vielfach brutal gegen die eigenen Bürger vor. Im Jahr 2016 wurden Gesetze verabschiedet, die vor Menschenrechtsverletzungen schützen sollen. Laut Amnesty International sind allerdings durch ein 2015 verabschiedetes Anti-Terrorgesetz die Behörden mit weitreichenden Befugnissen ausgestattet und fassen den Begriff des „Terrorismus“ sehr weit.
Im Juli 2023 wurde Tunesien weltweit heftig kritisiert, als bekannt wurde, dass Regierungsbeamte täglich hunderte Flüchtlinge aus anderen Ländern ohne Wasser in der Wüste aussetzen ließen, wo Dutzende von ihnen verdursteten.

### Außenpolitik
Für Tunesien besitzen die Beziehungen zu den Staaten der Europäischen Union höchste Priorität, da diese die wichtigsten Investitions- und Handelspartner des Landes sind. Außerdem kommen ein Großteil der Touristen, die das Land besuchen, aus den Staaten Europas. Die Weiterentwicklung der Beziehungen sind deshalb ein langfristiges strategisches Ziel der tunesischen Außenpolitik.
Mit Finanzhilfen sowie umfassenden Programmen fördert die EU im Rahmen ihrer Nachbarschaftspolitik gute Regierungsführung und Rechtsstaatlichkeit, nachhaltiges Wachstum und Beschäftigung sowie den sozialen Zusammenhalt. Mit der Aufnahme in das Erasmus-Programm der EU wurde ein universitäre Austausch ermöglicht, zusätzlich förderte sie LGPTQ+-Projekte. Auch im Rahmen der Euro-Mediterranen Partnerschaft kooperiert Tunesien mit der Europäischen Union.
Seit 2019 sind die Beziehungen von Tunesien mit der EU und Deutschland von der sogenannten strategischen Partnerschaft geprägt, die vor allem auf eine Zusammenarbeit beim Grenzschutz abzielt. Schon seit 2015 bildet die deutsche Bundespolizei tunesische Grenzpolizisten und Nationalgardisten aus. Zusätzlich stellt Deutschland Ausrüstung und Fahrzeuge zur Verfügung. 2024 kam die Finanzierung eines Ausbildungszentrums der Küstenwache hinzu und die Lieferung von Speedbooten. Beides sind Maßnahmen, um die Such- und Rettungszone (SAR) abzusichern, ein wichitiges Modul, für die Auslagerung der EU-Außengrenzenkontrolle an Dritttstaaten. Im Juli 2023 unterzeichneten Vertreter Tunesiens und der EU ein Momorandum of Understanding, das trotz des Demokratieabbaus und Menschenrechtsverletzungen im Land eine noch engere Zusammenarbeit vereinbart. In Aussicht gestellt wurden 105 Millionen Euro für den Grenzschutz sowie 150 Millionen Euro für den Staatshaushalt, der 2023 in eine existenzielle Schieflage geriet. Seit dem Memorandum haben Pushbacks von Migranten sowie deren Deportation in grenznahe Wüstenregionen stark zugenommen.
Im September 2023 durfte eine Delegation des Europäischen Parlaments nach Angaben der Abgeordneten nicht nach Tunesien einreisen. Ein Migrationsabkommen sei in Planung.
Ein weiterer wichtiger außenpolitischer Partner sind die Vereinigten Staaten. Ein Freundschaftsvertrag zwischen beiden Ländern besteht bereits seit dem Jahr 1799. Die heutigen Beziehungen beruhen vor allem auf einer engen sicherheitspolitischen und militärischen Zusammenarbeit. Nach der Verabschiedung der demokratischen Verfassung 2014 haben sich die USA und Tunesien weiter angenähert. 2015 unternahm Präsident Essebsi einen Staatsbesuch in die USA. Seit demselben Jahr gehört Tunesien zu der Gruppe der Major non-NATO ally und damit zu den engsten Verbündeten der USA außerhalb der NATO. Innerhalb der arabischen Länder versucht Tunesien eine ausgleichende Haltung einzunehmen und vertritt vergleichsweise pro-westliche Positionen. Tunesien unterhält freundschaftliche Beziehungen zu allen Staaten in Nordafrika. Der Sturz der Mursi-Regierung in Ägypten verschlechterte die Beziehungen zu Tunesien unter der Ennahda-Regierung kurzzeitig. Mit der Präsidentschaft Caid Essebsis ab 2015 verbesserten sie sich wieder. Im angrenzenden Libyen ist Tunesien an einer politischen Lösung des seit 2014 andauernden Bürgerkriegs interessiert und möchte sich gemeinsam mit den Nachbarstaaten und den Vereinten Nationen aktiv an einer Lösung des Konflikts beteiligen.
Wichtige multilaterale Organisationen, in denen das Land Mitglied ist, sind unter anderem die Afrikanische Union, die Arabische Liga, die Organisation für Islamische Zusammenarbeit und die Vereinten Nationen.

### Militär

Wappen der Streitkräfte

Tunesiens Verteidigungsausgaben beliefen sich 2019 auf etwa 2,6 % des BIP. Es unterhält eine Armee, die 2002 aus 27.000 Mann bestand, eine Marine mit 4.500 Mann und einer Luftwaffe mit 3.500 Mann. Daneben gibt es eine paramilitärische Nationalgarde, die 12.000 Mann umfasst. Die regulären Streitkräfte sind unter anderem mit 84 M60-Kampfpanzern, 120 M113-Transportpanzern, 15 F-5-Jagdflugzeugen, 12 Aero L-59 und 11 Aermacchi-MB-326-Ausbildungsflugzeugen sowie 40 Patrouillenbooten ausgerüstet.
Es besteht Wehrpflicht für alle Männer über 20. Der Militärdienst dauert ein Jahr.
Tunesien ist Unterzeichner des Atomwaffensperrvertrages, der Chemiewaffenkonvention und der Biowaffenkonvention. Das tunesische Militär beteiligte sich an mehreren UN-Missionen in Äthiopien und Eritrea (UNMEE) und im Kongo (MONUC).

## Wirtschaft

### Allgemeines
Tunesien wird von der Organisation für wirtschaftliche Zusammenarbeit und Entwicklung (OECD) als Schwellenland eingestuft und gilt als eines der wettbewerbsfähigsten Länder Afrikas. Die größten ökonomischen Herausforderungen liegen für Tunesien insbesondere in der Bekämpfung der seit Jahren hohen Arbeitslosigkeit sowie der Erhöhung des Investitionsniveaus im privaten und öffentlichen Sektor. Zudem werden Strukturreformen für notwendig erachtet. Die Arbeitslosenquote lag 2016 bei ca. 14 %. Bei jungen Menschen und Akademikern ist die Arbeitslosigkeit jedoch noch deutlich höher und liegt bei über 20 %.
Charakteristisch für die tunesische Wirtschaft ist die starke Ausrichtung auf Europa (Außenhandel und Tourismus). Das Land kann sich deshalb vom Konjunkturzyklus in der EU nicht abkoppeln.
Im Global Competitiveness Index, der die Wettbewerbsfähigkeit eines Landes misst, belegt Tunesien Platz 95 von 137 Ländern (Stand 2017–2018). Der Index für wirtschaftliche Freiheit 2024 des Landes war der 150 höchste von 176 Ländern.
Das Land führt eine Wertpapierbörse – der Bourse de Tunis – mit ihrem Leitindex, dem Tunindex.
| Jahr                                    | 2010  | 2015   | 2016   | 2017   | 2018   | 2019   | 2020   | 2021   | 2022   | 2023   |
| --------------------------------------- | ----- | ------ | ------ | ------ | ------ | ------ | ------ | ------ | ------ | ------ |
| BIP in Mrd. USD (Kaufkraftparität)      | 104,8 | 123,8  | 126,4  | 131,5  | 139,3  | 148,4  | 142,7  | 149,1  | 164,0  | 170,0  |
| BIP pro Kopf in USD (Kaufkraftparität)  | 9.845 | 10.980 | 11.081 | 11.405 | 11.949 | 12.592 | 11.989 | 12.406 | 13.522 | 13.893 |
| BIP-Wachstum (real)                     | 3,5 % | 1,0 %  | 1,1 %  | 2,3 %  | 2,6 %  | 1,6 %  | −9,0 % | 4,7 %  | 2,7 %  | 0,0 %  |
| Inflation (in Prozent)                  | 4,4 % | 4,4 %  | 3,6 %  | 5,3 %  | 7,3 %  | 6,7 %  | 5,6 %  | 5,7 %  | 8,3 %  | 9,3 %  |
| Staatsverschuldung (in Prozent des BIP) | 39 %  | 52 %   | 59 %   | 67 %   | 73 %   | 67 %   | 78 %   | 80 %   | 83 %   | 82 %   |

### Landwirtschaft
Die Landwirtschaft beschäftigt 18 % der Arbeitskräfte und erwirtschaftete 2007 einen Anteil von 11,5 % am BIP. Im nördlichen Landesteil werden vor allem Getreide (Weizen, Gerste), Zitrusfrüchte, Datteln und Gemüse angebaut sowie Rinder gehalten. Charakteristisch sind die ausgedehnten Olivenkulturen; Tunesien ist einer der bedeutendsten Exporteure von Olivenöl. Bedeutend ist auch der Weinbau. Im Süden gibt es vereinzelt Oasenwirtschaft und extensive Viehzucht (Schafe, Ziegen).
Die Landwirtschaft verbraucht ca. 80 % des Süßwassers des Landes, die bewässerte Fläche ist von 65.000 Hektar (1956) auf heute 345.000 Hektar angestiegen. Der Sektor ist jedoch relativ unproduktiv und stagniert praktisch seit 1992; die Weltbank empfiehlt eine weitere Deregulierung, was jedoch mit den Armutsbekämpfungszielen der Regierung nicht vereinbar ist. Des Weiteren ist die Landwirtschaft von Desertifikation und Bodenerosion betroffen, jedes Jahr gehen 20.000 Hektar landwirtschaftlicher Nutzfläche verloren. Nachdem die Weltmarktpreise für jene landwirtschaftlichen Produkte, auf deren Import Tunesien angewiesen ist, in den letzten Jahren stark gestiegen sind, hat die Regierung das Erreichen der Autarkie zum Ziel erklärt.
Im Jahr 2006 wurden in Tunesien fast 110.000 Tonnen Fisch verarbeitet, das meiste davon in intensiv bewirtschafteten Küstengewässern. Die Regierung versucht, die Hochseefischerei zu entwickeln; die Kühl- und Hafeninfrastruktur dafür steht mittlerweile zur Verfügung.

### Bodenschätze und Energie
Die wichtigsten Bodenschätze sind Phosphate, Erdöl, Gold, Erdgas, Eisenerze, Zink sowie Blei. Für Januar 2006 wurden die Erdölreserven Tunesiens auf 308 Millionen Barrel geschätzt. Im Jahr 2005 wurden täglich 75.000 Barrel Öl gefördert. Tunesien ist somit nur ein sehr kleiner Ölproduzent. In Tunesiens Erdöl- und Erdgasförderung wurde in den vergangenen Jahren viel investiert und die Förderung wird 2009 bei etwa 8,4 Millionen Tonnen Öläquivalent liegen. Das bedeutet eine Steigerung gegenüber 2005 von 50 %. Dies hatte für das Jahr 2007 erstmals seit langem eine ausgeglichene Energiebilanz zur Folge. Neben eigener Förderung bekommt Tunesien kostenlose Gaslieferungen als Zahlung für die Pipeline von Algerien nach Italien, die über tunesisches Gebiet verläuft. Die eigene Förderung von Energieträgern hilft dabei, die Effekte der steigenden Weltmarktpreise für Energie abzumildern. Tunesien hat nur eine einzige Raffinerie, die in Bizerte liegt und von der Société Tunisienne des Industries de Raffinage (STIR) betrieben wird. Sie hat aber nur eine Kapazität von 34.000 Barrel pro Tag (≈ 1,7 Millionen Tonnen pro Jahr). Eine weitere Raffinerie in Skhira ist in Bau, sie wird eine Kapazität von sechs Millionen Tonnen pro Jahr haben.
Die Gewinnung von Phosphatmineralen (etwa 60 % Calciumphosphat) im Süden des Landes begann um 1899. Die Lagerstätten entdeckte man im Zeitraum 1885–1886. Durch die Compagnie des phosphates et du chemin de fer de Gafsa wurde zwischen der Hafenstadt Sfax und dem Abbauzentrum Métlaoui eine 200 Kilometer lange Eisenbahnstrecke errichtet. Bis zum heutigen Zeitpunkt wurde die Eisenbahnerschließung in Nähe der Lagerstätten weiter ausgebaut. Der Phosphatabbau besitzt für Tunesien große nationalökonomische Bedeutung. Um die erforderlichen Arbeitskräfte unterbringen zu können, wurden in der semiariden Region zahlreiche neue Siedlungen errichtet.
Im Jahr 2006 wurden in Tunesien 12,85 Milliarden Kilowattstunden elektrische Energie erzeugt. Davon kamen 12,66 Milliarden aus konventionellen Wärmekraftwerken. Diese werden größtenteils mit Erdgas betrieben. Auf der Agenda steht die Installation von Atomreaktoren mit französischer Unterstützung. Erneuerbare Energien spielen nur eine sehr untergeordnete Rolle, vor allem wird in die Gewinnung von Energie aus Wind investiert. Die staatliche Société Tunisienne de l’Electricité et du Gaz (STEG) hatte bis 1996 ein Monopol auf die Stromerzeugung und -Vermarktung, und sie hat bis heute den größten Marktanteil. Sie gibt an, dass 96 % des Landes Zugang zu elektrischer Energie hat.

### Industrie
Der Industriesektor machte 2005 29 % am BIP aus, und 32 % aller Erwerbstätigen sind hier beschäftigt.
Der wichtigste Industriezweig ist die Textil- und Lederbranche. 40 % aller Industrieunternehmen sind dieser Branche zuzurechnen, sie beschäftigen 43 % der in der Industrie angestellten Arbeitskräfte und erwirtschaften 35 % des Exportwertes. Die Textilindustrie hatte 2007 ein Wachstum von 5,6 %, obwohl nach der Aufhebung des Multifaserabkommens eine Krise befürchtet worden war. Es ist zu erwarten, dass ein Teil der Unternehmen die jetzt stärkere Konkurrenz aus der Türkei, Ägypten und Fernost nicht überleben wird. Für den Fall einer ernsthaften Krise der Textilindustrie werden Schwierigkeiten für die gesamte tunesische Wirtschaft und ernste soziale Konsequenzen befürchtet.
Die chemische Industrie ist vor allem auf die Verarbeitung der tunesischen Phosphatvorkommen ausgerichtet. Sie erhält zurzeit vom Weltmarkt, wo Phosphatdünger (Superphosphate) eine starke Nachfrage erleben, starke Impulse, weshalb mehrere Anlagen zur Herstellung von Phosphorsäure im Bau sind.
Der Maschinenbau- und Elektrotechniksektor hat in den Jahren an Bedeutung stark gewonnen, vor allem durch die Auslagerung der Produktion von Kfz-Teilen. Im Jahre 2009 beschäftigten die 190 Unternehmen der Automobil-Zulieferindustrie 40.000 Mitarbeiter. Für die Bauindustrie wird ein Boom vorhergesagt, weil einige Großprojekte der Regierung und von arabischen Entwicklungsgesellschaften anstehen. Darüber hinaus ist die Nahrungs- und Genussmittelindustrie bedeutsam; sie konzentriert sich auf die Verarbeitung der landwirtschaftlichen Produkte des Landes.

### Tourismus
Tunesien hat mit 1300 Kilometern Küste, zumeist mit Sandstrand, und einem reichen kulturellen Erbe ein großes touristisches Potential. Der Fremdenverkehr hat sich seit Anfang der 1970er Jahre auch zu einem wichtigen Wirtschaftszweig entwickelt und erwirtschaftete 2009 5,8 % des BIP. Hatte Tunesien im Jahr 1971 221 Beherbergungsbetriebe mit 41.000 Betten, so waren es im Jahr 2005 816 Betriebe mit fast 230.000 Betten. Diese Zahlen zeigen deutlich, dass es sich dabei vor allem um Großhotelanlagen handelt. Viele dieser Clubhotels haben über 400 Zimmer. Im Jahr 2007 besuchten 6,7 Millionen Auslandsgäste Tunesien; die Einnahmen beliefen sich auf 3,05 Milliarden Dinar. Ziele sind Küstenorte wie Hammamet, Nabeul, Sousse und Port El-Kantaoui, Monastir und Mahdia sowie die Insel Djerba zur Erholung; von hier aus werden die Wüste Sahara im Süden erkundet oder archäologische Fundstellen wie Karthago, nahe der im Norden des Landes gelegenen Hauptstadt Tunis, besichtigt.
Etwas mehr als die Hälfte der Touristen stammt aus Mitteleuropa, danach folgen die Nachbarländer Libyen und Algerien, die zusammen etwa 20 % der Übernachtungszahlen ausmachen. Demgegenüber stammen 82 % der Tourismuseinnahmen aus der EU. 2001 besuchten etwa eine Million Touristen aus Deutschland Tunesien, diese Zahl hat sich seitdem um 50 % reduziert. Das Tourismusministerium Tunesiens versucht, in Europa gezielt Werbung zu schalten, um das Land vom billigen Image zu befreien. Der Erfolg ist bisher ausgeblieben, direkte Konkurrenten am Tourismusmarkt wie Ägypten, Marokko oder die Türkei haben höhere Zuwächse an Besuchern und Umsätzen zu verzeichnen.
Infolge der instabilen politischen Situation kam es im Tourismussektor Tunesiens 2011 zu einem starken Einbruch, der Mitte des Jahres vom deutschen Auswärtigen Amt auf 60 Prozent beziffert wurde. „Zudem seien seit Jahresbeginn knapp 3.000 Stellen im 400.000 an Beschäftigten umfassenden Tourismussektor gestrichen worden.“ Die Einnahmen durch Touristen beliefen sich 2011 auf 1.805 Millionen US-Dollar.
Nach dem Anschlag in Tunis 2015 und dem Anschlag in Port El-Kantaoui 2015 musste Tunesiens Tourismusbranche zwar Einbußen hinnehmen, erholte sich aber rasch und konnte 2018 eine Rekordzahl von 8,3 Millionen Touristen verzeichnen. Infolge der COVID-19-Pandemie, die von tunesischen Offiziellen als katastrophal für den Tourismussektor bezeichnet wurde, schrumpften die Einnahmen um 60 % auf 563 Millionen US-Dollar.

### Außenwirtschaft
| Haupthandelspartner (2019) | Haupthandelspartner (2019) | Haupthandelspartner (2019) | Haupthandelspartner (2019) |
| Ausfuhr (in %) nach        | Ausfuhr (in %) nach        | Einfuhr (in %) von         | Einfuhr (in %) von         |
| -------------------------- | -------------------------- | -------------------------- | -------------------------- |
| Frankreich                 | 29,1                       | Italien                    | 15,4                       |
| Italien                    | 16,2                       | Frankreich                 | 14,2                       |
| Deutschland                | 12,8                       | VR China                   | 9,5                        |
| Spanien                    | 3,8                        | Deutschland                | 6,8                        |
| Libyen                     | 3,6                        | Algerien                   | 6,6                        |
| Algerien                   | 2,7                        | Türkei                     | 4,5                        |
| Vereinigtes Königreich     | 2,2                        | Spanien                    | 4,3                        |
| sonstige Länder            | 29,6                       | sonstige Länder            | 38,9                       |

Die tunesischen Exporte stiegen im Jahr 2007 um 25 % gegenüber dem Vorjahr, während die Importe um 22 % zulegten. Diese Zahlen sind vor allem auf die leichte Abwertung des Dinar gegenüber dem Euro sowie auf die gestiegenen Preise für Rohöl, das exportiert, und für Ölprodukte, die reimportiert werden, zurückzuführen.
Europa ist für Tunesien der mit großem Abstand wichtigste Handelspartner: Etwa drei Viertel der Einfuhren stammen aus Europa, und für 80 % der Ausfuhren ist Europa der Abnehmer. Frankreich, Italien und Deutschland sind, traditionell in dieser Reihenfolge, die bedeutendsten Handelspartner.
Die wichtigsten Importgüter sind Lebensmittel, Raffinerieprodukte, Maschinen, Fahrzeuge, Telekom- und IT-Ausrüstung sowie Stoffe und Leder. Exportiert werden Textilien und Lederprodukte, Rohöl, Phosphatdünger und Phosphorsäure sowie Einzelteile für Kraftfahrzeuge.
Die Handelsbilanz Tunesiens ist negativ: Das Land importiert mehr, als es exportiert. Das Defizit wird durch den Tourismus und die Zahlungen der Tunesier an die zu Hause gebliebenen Verwandten ausgeglichen, so dass das Leistungsbilanzdefizit 3 % des BIP ausmacht, das durch Direktinvestitionen aus dem Ausland gestopft werden muss. Die Direktinvestitionen betrugen 2007 1180,5 Millionen Euro, die größtenteils in die Infrastruktur und den Textilsektor flossen. Seit den 1990er Jahren hat sich Tunesien für ausländische Direktinvestitionen geöffnet. Derzeit gibt es etwa 3000 Unternehmen, die mit ausländischem Kapital betrieben werden. Sie beschäftigen über 300.000 Arbeitnehmer. Frankreich, Italien und Deutschland sind die wichtigsten Herkunftsländer.
Seit 2008 sind alle Zölle für Industriegüter zwischen Tunesien und der EU abgeschafft. Das Abkommen von Agadir trat im Juli 2006 in Kraft und soll den freien Handel sowie den Abbau anderer Handelshemmnisse zwischen Tunesien, Ägypten, Marokko und Jordanien ermöglichen. Tunesien hat ein Freihandelsabkommen mit der Türkei unterzeichnet und bemüht sich auch um eines mit den USA. Beim wirtschaftlichen Zusammenschluss mit Libyen, Algerien, Marokko und Mauretanien zur Union des Arabischen Maghreb ist aber noch kein Ergebnis abzusehen.
Die Währungsreserven Tunesiens beliefen sich Februar 2016 auf 6,7 Milliarden US$.

### Staatshaushalt
Der Staatshaushalt umfasste 2016 Ausgaben von umgerechnet 11,77 Mrd. US-Dollar, dem standen Einnahmen von umgerechnet 9,88 Mrd. US-Dollar gegenüber. Daraus ergibt sich ein Haushaltsdefizit in Höhe von 4,5 % des BIP.
Die Staatsverschuldung betrug 2016 ca., 60,6 % der Wirtschaftsleistung.
Der Anteil der Staatsausgaben (in % des BIP) folgender Bereiche beträgt:
- Gesundheit:[5] 7,2 % (2017)
- Bildung:[5] 6,6 % (2015)
- Militär:[5] 2,6 % (2019)

## Infrastruktur

### Verkehr

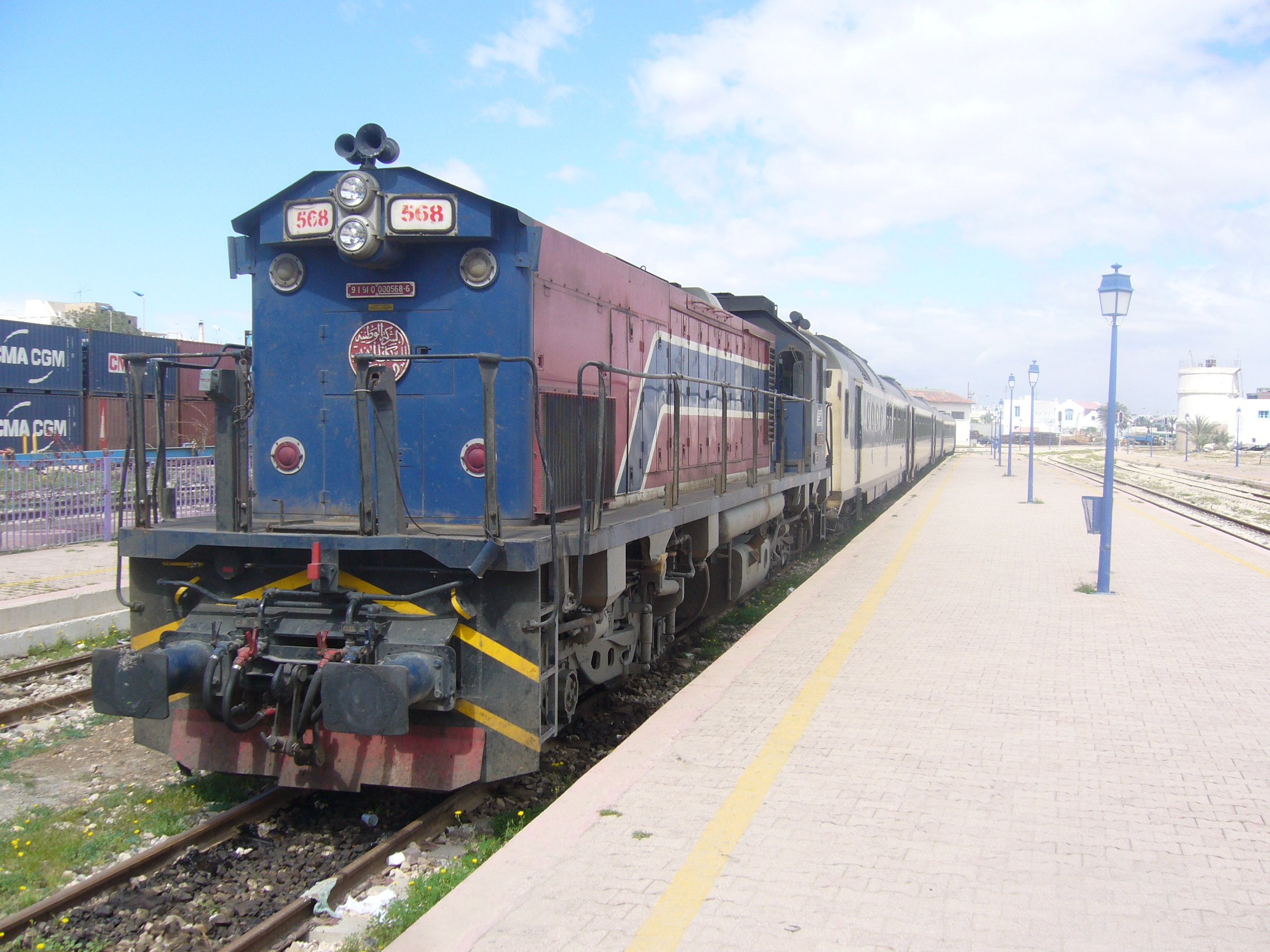
Zug im Bahnhof von Sfax

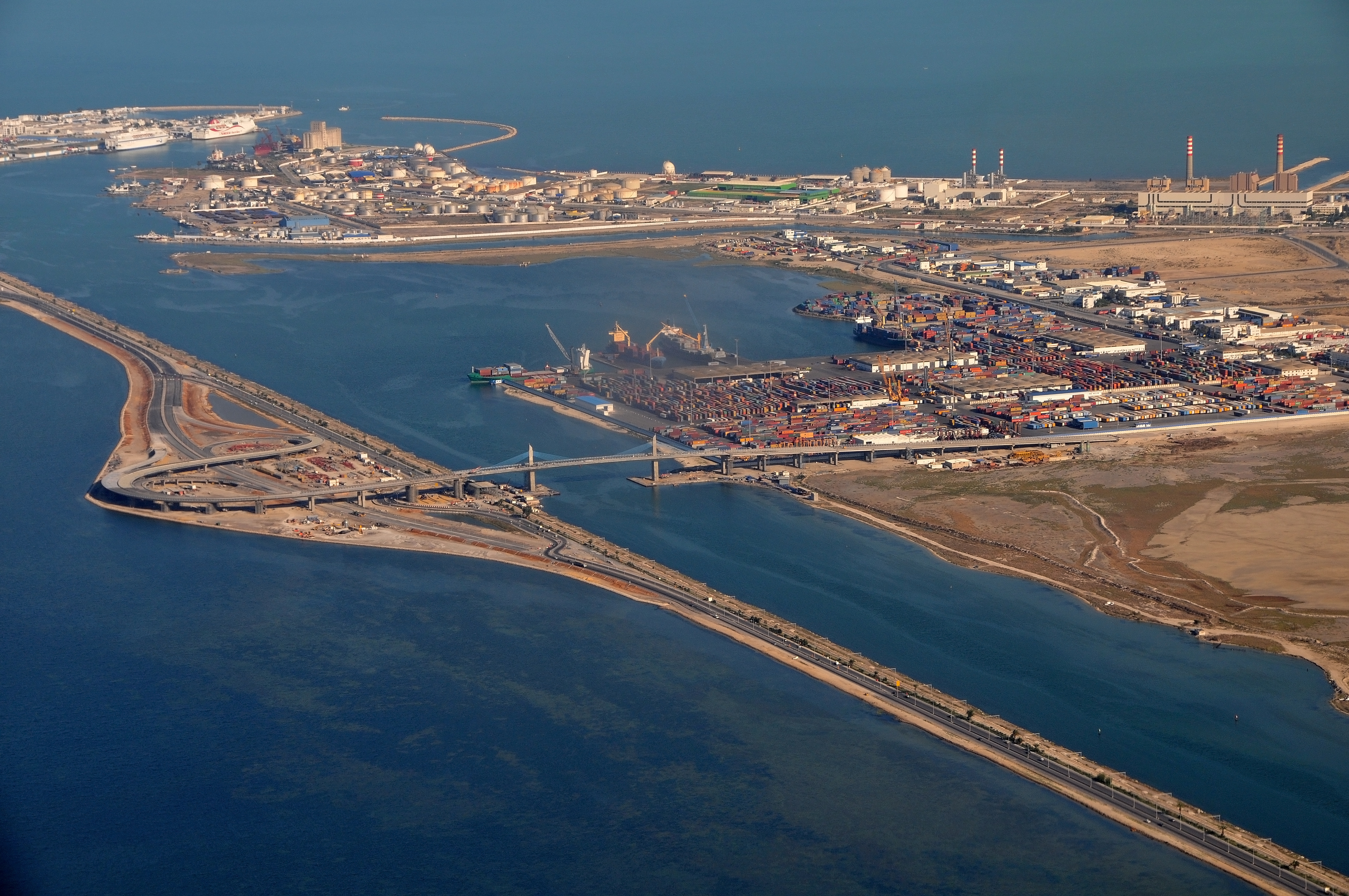
Hafen Radès

Tunesien verfügt über ein Straßennetz von fast 19.000 km, davon 257 km Autobahnen, fast 12.500 km befestigte Straßen, der Rest unbefestigt. Der Bau der Straßen begann in den 1880er Jahren. Ab den 1920er Jahren wurde die Küstenstraße (die heutige Route nationale 1) von Tunis über Sfax und Sousse nach Gabès gebaut. Es folgte eine Vernetzung der Straßen im Norden des Landes, während das Landesinnere bis in die 1950er bis 1970er Jahre auf seine verkehrsmäßige Erschließung warten musste. Die erste Autobahn wurde 1986 eingeweiht.
Der Personenverkehr wird größtenteils auf der Straße abgewickelt, entweder per Bus, der vor allem von der staatlichen Société nationale de transport inter-urbain angeboten wird. Daneben sind Sammeltaxis beliebt, die in Tunesien louage genannt werden.
Tunesien verfügt über ein Eisenbahnnetz von 2145 Kilometern Länge, das größtenteils aus der Kolonialzeit stammt. Es bedient 200 Bahnhöfe. Der Fernverkehr und die Vorortbahnen von Tunis und Sousse werden von der staatlichen SNCFT betrieben, während die Société des transports de Tunis die TGM und die Stadtbahn Tunis verwaltet.
Es gibt 30 Flughäfen in Tunesien, davon sieben internationale Flughäfen. Die wichtigsten sind Flughafen Tunis, Monastir und Djerba. Ende 2009 ist bei der Stadt Enfidha, Governorat Sousse, der Flughafen Enfidha-Hammamet mit einer Kapazität von fünf Millionen Passagieren in Betrieb gegangen. Seine Endkapazität wird bei 22 Millionen Passagieren liegen. Tunesien wird im Linien- wie im Charterverkehr von vielen europäischen Flughäfen aus direkt angeflogen. Neben der 1948 gegründeten nationalen Fluglinie Tunisair gibt es eine weitere, private Fluggesellschaft, nämlich Nouvelair Tunisie.
Tunesien hat Handelshäfen in Bizerte, Gabès, La Goulette, Radès, Sfax, Sousse, Skhira und Zarzis. Sie unterstehen alle der staatlichen Hafenbehörde Office de la Marine Marchande et des Ports, gelten aber als nicht besonders effizient. Im 100 km südlich von Tunis gelegenen Enfidha soll deshalb ein Tiefseehafen gebaut werden, der 1,4 Milliarden Euro kosten wird und 5 Millionen TEUs pro Jahr umschlagen kann.

### Telekommunikation
Logistik und Informationstechnologie sind die momentan am schnellsten wachsenden Wirtschaftsbereiche Tunesiens, das Wachstum betrug 2007 14 %. Dieser Sektor hat auch in der langfristigen wirtschaftlichen Strategie der Regierung einen hohen Stellenwert. In den Ausbau der Telekommunikationsinfrastruktur sollen in den nächsten Jahren fast 4 Milliarden Euro investiert werden und es wird erwartet, dass innerhalb der nächsten fünf Jahre der Anteil dieses Sektors am BIP auf 27,5 % steigt. Bereits jetzt hat Tunesien einen sehr hohen Rang im Network Readiness Index; es liegt vor einigen EU-Staaten und nimmt unter den arabischen Staaten den zweiten Platz ein.
Im Jahr 2022 nutzten 73,8 Prozent der Einwohner Tunesiens das Internet. Tunesien verfügt mittlerweile über eine starke und miteinander gut vernetzte Bloggerszene, welche die Jasminrevolution maßgeblich mitorganisiert hat.

## Kultur

### Prinzipielles
Da Tunesien über die Jahrhunderte mehrere Einwanderungswellen aus Arabien, Spanien, Frankreich, der Türkei und den nordwestafrikanischen Berber-Reichen erlebte, unterscheiden sich die Tunesier in ihrer Kultur von anderen arabischen Nationen. Dies zeigt sich im Stadtbild von Tunis (zum Beispiel auf dem Place de Barcelone oder im maurisch-andalusischen Ort Sidi Bou Saïd), in der Töpferei- und Keramikkunst (zum Beispiel in Nabeul), an zahlreichen Bauten verschiedener Epochen (zum Beispiel dem Fort am Golf von Hammamet) und in der tunesischen Küche (zum Beispiel Baguette, Käse, Croissant, „Makkarona“ sowie einigen Berbergerichten wie zum Beispiel Brik).

### Architektur

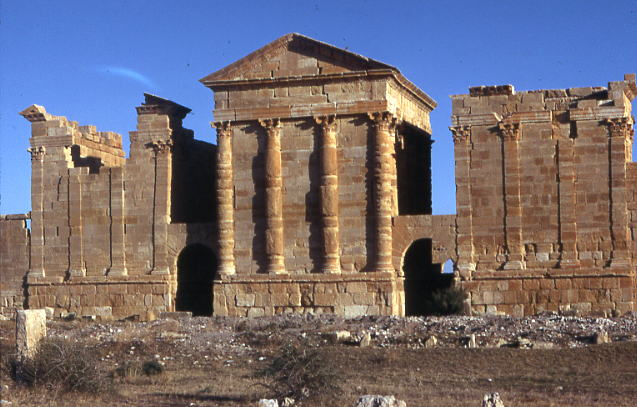
Römische Bauten in Sbeitla

Grundriss der Ez-Zitouna-Moschee mit historischen Bauabschnitten

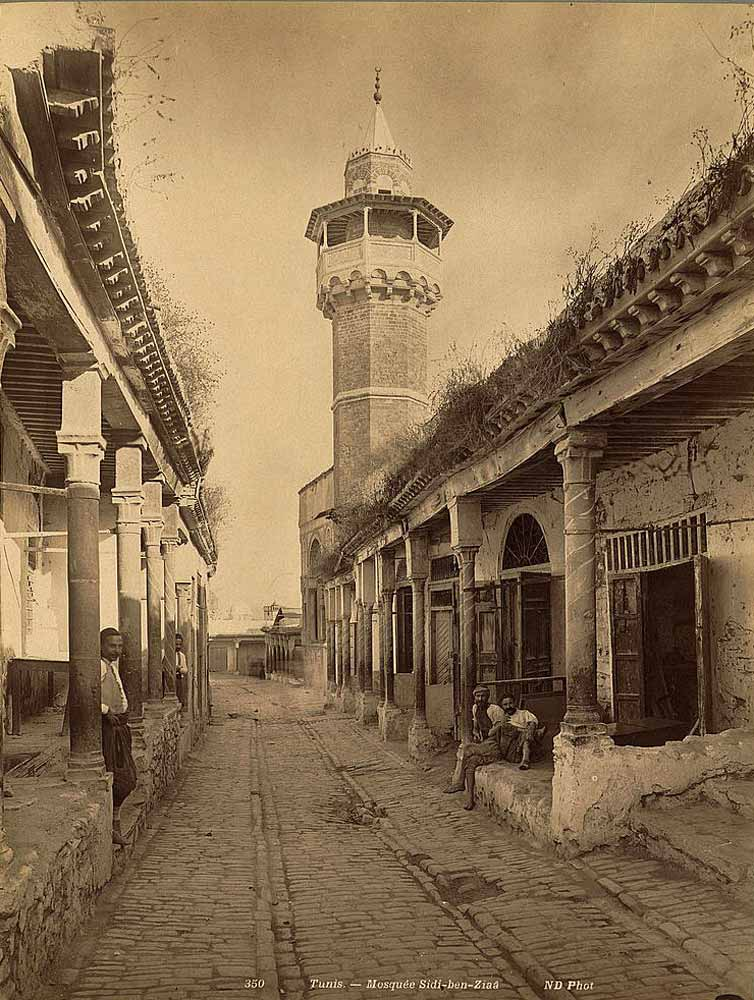
Sidi ben Ziad-Moschee mit achteckigem Minarett

Die Architektur Tunesiens hat viele externe Einflüsse aufgenommen. Hierbei haben sich europäische und nordafrikanische Stilrichtungen mit Bautraditionen aus dem arabisch beeinflussten Mittelmeerraum gemischt.
Frühe Spuren architektonischer Hinterlassenschaften wurden bei Ausgrabungen in paläolithischen Siedlungen gefunden. Die ältesten städtischen Strukturen hinterließen die Phönizier mit ihren ersten Handelsniederlassungen seit dem 12. Jahrhundert v. Chr. im Land. Davon sind nur wenige Zeugnisse erhalten geblieben. Zu ihren Gründungen zählt die Stadt Karthago.
Die römische Epoche in Tunesien hat die alte Architektur des Landes stark beeinflusst. Sie ist in Form von archäologisch gesicherten Stadtanlagen und Einzelbauten überliefert. Dazu zählen die Ruinen von Sbeitla.
Eine noch heute in besonderer Weise gepflegte und vielfach museal präsentierte Ausdrucksform des römischen Architekturerbes sind die zahlreich erhaltenen Mosaiken. Diese hatte man zum Zwecke der Verzierung von Fußböden und Wänden geschaffen.
Die nachfolgende byzantinische Epoche hinterließ einige Befestigungsanlagen (beispielsweise Gafsa, Sbeitla und Tebessa) und Kirchenbauten, wie die ehemalige Basilika von Sbiba.
Mit den im 7. Jahrhundert beginnenden arabischen Machtstrukturen wandelten sich architektonische und künstlerische Ausdrucksformen. Es mischen sich Gestaltungselemente aus dem Kulturkreis der Berber im Maghreb, aus den ursprünglich römischen und byzantinischen Traditionen und hereinbrechenden orientalischen Einflüssen. Die wichtigsten Bauten in dieser Epoche sind Palaststädte (Qasr al-Qadīm) an den älteren Lagersiedlungen und weitere Befestigungsanlagen in Sfax und Sousse. Eine besondere Form stellen die Ribāts dar, wobei ein Befestigungsturm auch als Minarett dienen konnte. Aus dieser Epoche stammen die ersten Moscheen in Tunesien, die in der frühen Phase noch wehrhaft konzipierte Bauten sind. Zu den bedeutendsten dieser Bauwerke zählen die Hauptmoschee von Kairouan und die Ez-Zitouna-Moschee von Tunis. Sie wurden im 7. bzw. 8. Jahrhundert begonnen. Als deren bauliches Vorbild gilt die Umayyaden-Moschee in Damaskus. Die Hauptmoschee von Kairouan lieferte wiederum das Vorbild für weitere Bauten in Spanien und im nordafrikanischen Raum. An mittelalterlichen Bauten wurden Spolien verbaut, wenn sie aus zugänglichen Ruinen unter leichten Umständen geborgen werden konnten. Typisch sind jedoch Fassaden mit zweifarbigen Backsteinen. Im 10. Jahrhundert entwickelten sich unter dem Einfluss der Fatimiden und später der Ziriden immer mehr repräsentative Residenzbauten. Im 12. Jahrhundert regierten im Gebiet des heutigen Tunesiens die Almohaden, die hier Einflüsse des marokkanischen Kulturkreises einbrachten.
Der umfangreichste Beitrag in der historischen Architektur von Tunesien stammt aus der Epoche vom 13. bis 15. Jahrhundert. Die berberisch geprägten Hafsiden übernahmen Formen und Schmuck ihrer Architektur aus den von Tunesien aus westlich gelegenen Regionen Afrikas und von der Iberischen Halbinsel. Hier hatte sich bereits eine eigenständige Richtung im Bauen entwickelt, die sich aus der Kombination marokkanischer und andalusischer Einflüsse zu einer spezifischen Architektur entwickelte, die später als allgemein Maurischer Stil bezeichnet wird. In dieser Epoche entstanden an der Ez-Zitouna-Moschee von Tunis eine islamische Hochschule und an weiteren Orten Madrasa. Im Jahr 1420 eröffnet hier das Maristān, das älteste islamische Krankenhaus. Es erfolgte der Ausbau von Wasserversorgungsanlagen, teilweise unter Nutzung älterer römischer Einrichtungen. Unter Abd al-Aziz II. entsteht der Hafsiden-Palast Bardo in Tunis, eine frühe Gartenanlage, die um 1500 durch neue Gebäude eine Erweiterung erfuhr und danach sogar über eine Bibliothek verfügte.
Im 16. Jahrhundert erlitt Tunesien einen allgemeinen Niedergang. Konflikte mit Spanien behinderten weitere Entwicklungen. Spanische Truppen versuchten die Seeräuberherrschaft auf Inseln (Djerba 1511) und in Hafenstädten zu bekämpfen. Unter ihrer kurzen Herrschaft entstanden einige Festungsbauten, wie jene auf Djerba. Im Jahr 1570 mussten sie Tunis wieder aufgeben und verloren somit ihren Einfluss auf die Region.
Erst als im 17. Jahrhundert eine große Zahl von Auswanderern aus Spanien sich in Nordafrika ansiedelte, erhielt die tunesische Architektur wieder neue Impulse. Die moslemischen und jüdischen Emigranten aus Andalusien brachten ihre Erfahrungen, ästhetischen Auffassungen und handwerklichen Fertigkeiten mit. Zusammen mit den parallel wirkenden türkischen Einflüssen bildete sich in Tunis ein Mischstil heraus. In der Baukultur bedeutete das am Beispiel der Moscheen, dass ihr Minarett kaum noch mit quadratischen, sondern nun mit achteckigem Grundriss errichtet wurde. In diesem Zuge erhielten sie zunehmend eine Galerie und ein Spitzdach. Die Innenbereiche der Paläste wurden durch die neuen Architekturentwicklungen zunehmend mit einer üppigen Dekoration im Maurischen Stil ausgestattet. Später kamen italienische Stilelemente hinzu. Diese Prinzipien zogen sich bis in das 19. Jahrhundert hinein, wobei verstärkt Bauten des zeitgenössischen europäischen Stils im Stadtbild von Tunis und einigen anderen Städten auftraten.

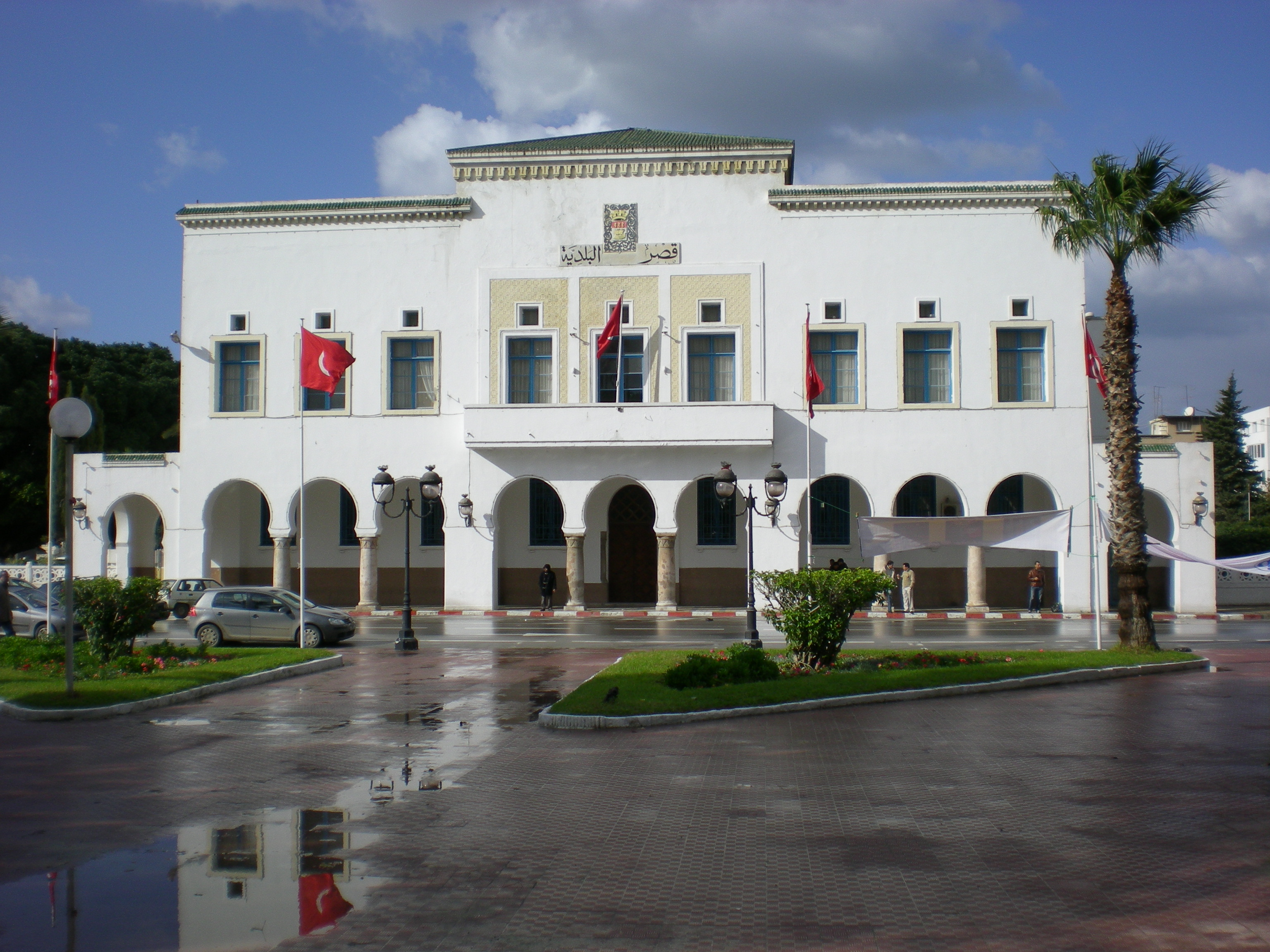
Stadtverwaltung der Hafenstadt Bizerte

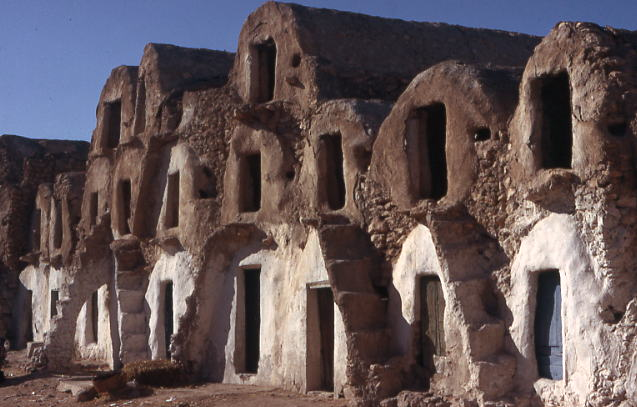
Getreidespeicher (Ghorfas) in Medenine

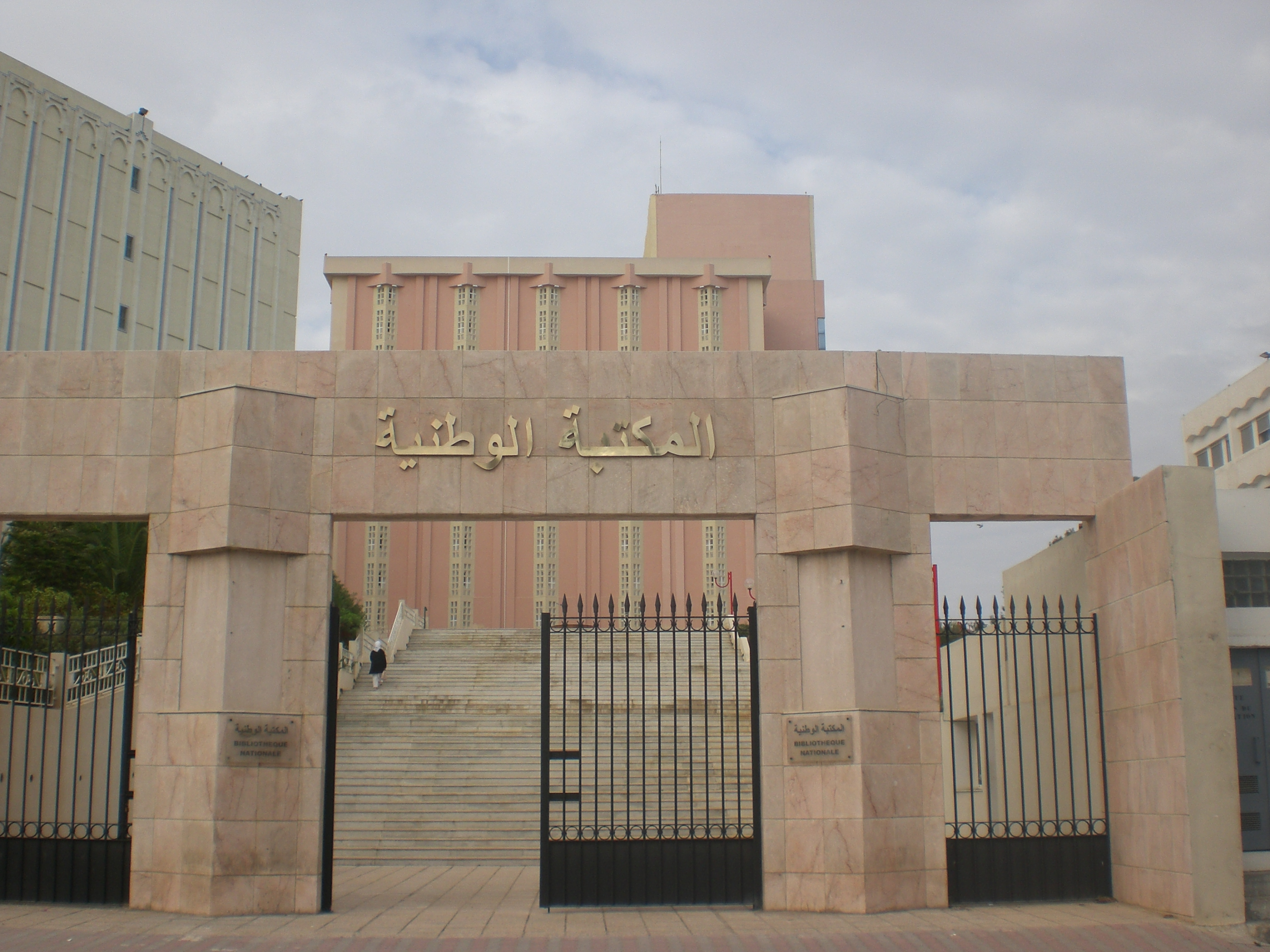
Nationalbibliothek in Tunis

Die traditionell strukturierten alten Stadtkerne mit einer ummauerten Medina, den engen Gassen und den überwiegend zweigeschossigen Wohngebäuden wurden von diesen Stadtentwicklungen weitgehend unberücksichtigt gelassen und blieben bis in die heutige Zeit erhalten.
Durch die französische Kolonialmacht wirkten neue Strömungen und Künstler in den tunesischen Kulturraum hinein. In Karthago ließ Le Corbusier mehrere Villen errichten. Die Viertel der Europäer unterschieden sich durch ihre Architektur markant von jenen der einheimischen Bevölkerung. Auch in diesem Zeitabschnitt mischten sich wieder externe Architekturansätze mit den Erfahrungen regional verwurzelter Baumeister. Diese bauliche Entwicklung spiegelt sich in zahlreichen modernen Bauten sowohl von privaten als auch von öffentlichen Auftraggebern wider. Aus dieser Zeit stammen einige Suqs mit Arkaden und Kuppeldächern. Ein herausragender Einzelbau ist beispielsweise das Zollgebäude von Bizerte. Mit dem beginnenden 20. Jahrhundert dominieren europäische Bauformen in den größeren Städten. Sie sind durch Stahlbetonanwendungen und die typische Kubatur von Stadtvillen gekennzeichnet. Die ländlichen Siedlungen sind weiterhin von traditionellen Bauweisen, wie subterrane Röhrenbauten und befestigte Getreidespeicher (beispielsweise in Tataouine), bestimmt.
In der jüngsten Periode des Landes, nach der Unabhängigkeit im Jahr 1956, erfolgten Stadterweiterungen und die Errichtung zahlreicher öffentlicher Bauten. Eine besondere Rolle spielte dabei die Rekonstruktionsarbeiten in der Innenstadt von Tunis, die nach einem Wettbewerbsergebnis von bulgarischen Architekten durchgeführt wurde.
Bauten aus der jüngsten Architekturepoche Tunesiens binden Anspielungen auf einheimische Ornamente in moderne Formen des Bauens mit Beton und Naturstein ein. Die Nationalbibliothek in Tunis, ein moderner Zweckbau, ist ein Beispiel für diese Verknüpfung.

### Musik

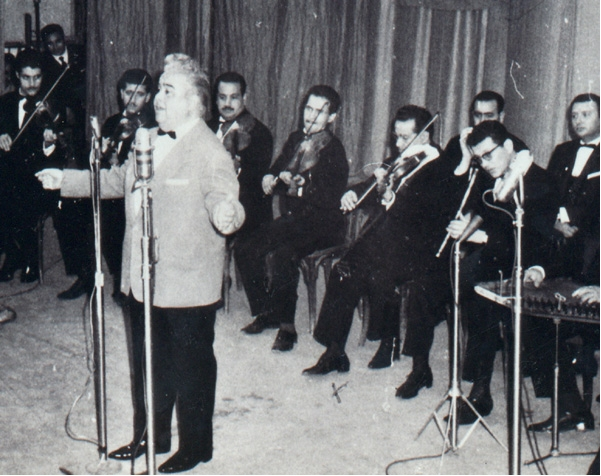
Ali Riahi bei einem Auftritt mit seinem Orchester

Die Musik Tunesiens ist das Resultat der kulturellen Vermischung aus arabisch-andalusischer Musik, die Flüchtlinge nach der spanischen Eroberung Andalusiens im 15. Jahrhundert mitbrachten, arabischer und westlicher Musik. Sie hat viele Facetten; die berühmteste klassische Musikrichtung ist der Malouf. Er wird von kleinen Orchestern gespielt, bestehend aus Violine, Kanun, Oud, Violoncello, Kontrabass, Nay, Darbouka und Nagharats (einem Paar kleiner Bechertrommeln). Klassische Gesänge haben bis heute Erfolg beim Publikum. Abgesehen von der Instrumentierung unterscheiden sich städtische und ländliche Musik kaum. Im städtischen Umfeld dominieren Saiteninstrumente wie das Rebec, der Oud und das Kanun sowie Darbouka. Im ländlichen Milieu und den Gesängen der Beduinen dominieren neben der Perkussion Blasinstrumente wie der Mezwed und die Gasba.
Unter den bedeutendsten Sängern des Landes sind Saliha, Khemaïs Tarnane, Ali Riahi, Hédi Jouini, Latifa Arfaoui, Mohamed Jamoussi, Cheikh El Afrit und Dhikra Mohamed zu nennen. Unter den Instrumentalisten sind der Oud-Spieler Anouar Brahem, Lotfi Bouchnak, Salah El Mahdi, Ridha Kalaï, Ali Sriti und Youssef Slama die wichtigsten. El Azifet ist ein reines Frauen-Orchester, eine Seltenheit im arabischen Raum. Baron Erlanger war eine wichtige Figur der modernen tunesischen Musik. Er sammelte die Regeln und Geschichte des Malouf, das sechs Bände füllte, und gründete eine Rachidija, ein wichtiges Konservatorium, das heute noch genutzt wird.
Die Bevölkerung Tunesiens wird heute auch von ausländischer Musik angezogen, wobei hier vor allem die ägyptische Musik, libanesische und syrische Musik einflussreich sind. Westliche Musik kommt in Form von Rockmusik, Hip-Hop, Reggae und Jazz in das Land, wird jedoch auch von tunesischen Musikern gespielt, wie zum Beispiel dem durch seine Aufnahmen mit Jazzmusikern bekannten Anouar Brahem.

### Gastronomie

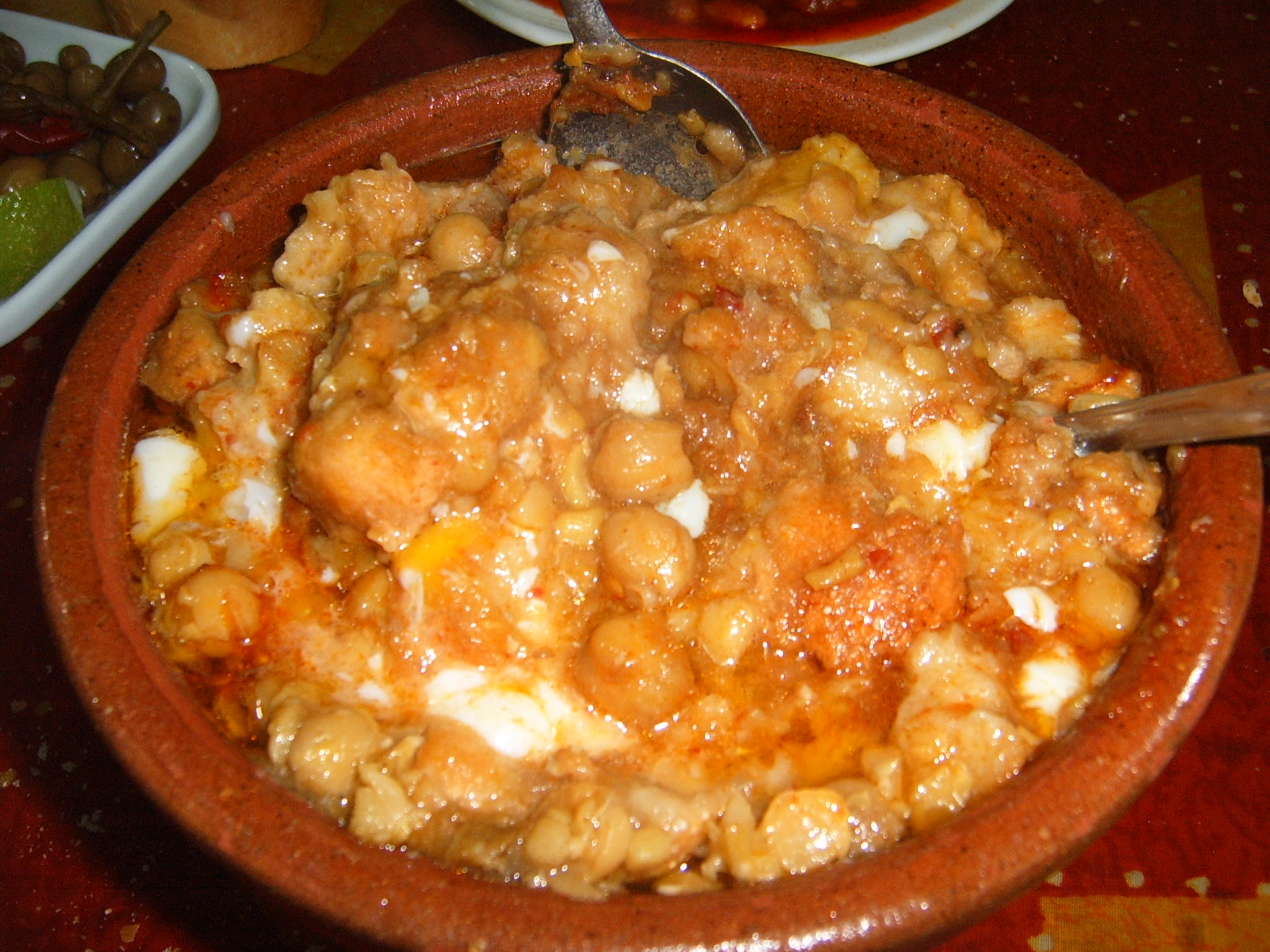
Lablabi, ein beliebtes tunesisches Gericht

Die tunesische Küche spiegelt die berberischen, arabischen, jüdischen, türkischen, französischen und italienischen Einflüsse wider, denen das Land im Laufe seiner Geschichte ausgesetzt war. Die Ernährung beruht auf Getreide, vor allem Weizen in Form von Brot, Nudeln oder Grieß, Oliven und Olivenöl, verschiedenen einheimischen Gemüsesorten (Tomaten, Kartoffeln, Kichererbsen, Bohnen oder Karotten), Hammel- und Rindfleisch sowie Fisch und Meeresfrüchten.
Die tunesische Küche unterscheidet sich von jener der maghrebinischen Nachbarn durch die häufige Verwendung von Tomaten und Paprika (daher die Bezeichnung rote Küche) und ihre Schärfe, die sie Harissa verdankt. Daneben haben, anders als in anderen arabischen Ländern, Käse und Pasta in die tunesische Esskultur Einzug gehalten. Typische Gerichte sind Couscous oder die Tunesische Tajine, das Kichererbsengericht Lablabi, Merguez-Würste, Schakschuka oder die Süßspeise Baklava.
Die Tunesier haben auch traditionell eine relativ liberale Einstellung zum Alkohol. Es gibt daher den Feigenschnaps Boukha oder den Dattellikör Laghmi. Auch wird in Tunesien Bier (Celtia) gebraut und Wein gekeltert.

### Kunsthandwerk

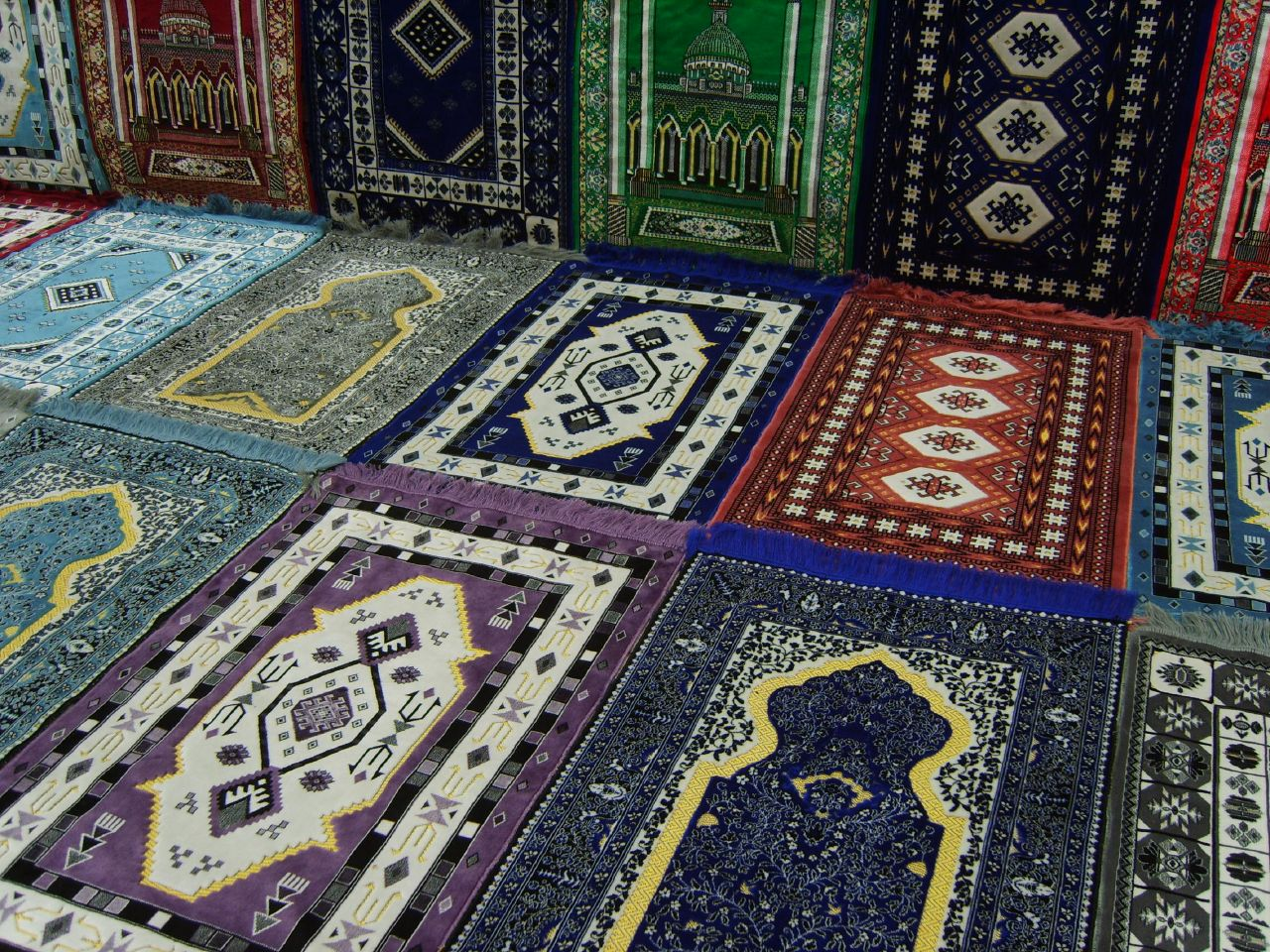
Kairouan-Teppiche

Tunesien hat ein reiches handwerkliches Erbe mit vielen regionalen Spezialitäten. Das Kunsthandwerk ist auch ein bedeutender Wirtschaftszweig, in dem geschätzte 300.000 Personen tätig sind. Die Töpferei ist besonders um Guellala verbreitet, während Nabeul berühmt für die Herstellung von Fayence ist. Die Mosaikkunst hat sich seit dem 2. Jahrhundert im Land verbreitet, die weltweit bedeutendste Sammlung von Mosaiken befindet sich im Nationalmuseum von Bardo. Das Schmieden kam mit den Flüchtlingen aus Andalusien nach Tunesien, heute sind besonders die blauen Fenstergitter, die an Maschrabiyya erinnern, berühmt. Die Teppichknüpferei wurde durch die Karthager in Tunesien eingeführt, in der ersten Hälfte des 19. Jahrhunderts kamen noch einmal starke Impulse aus dem osmanischen Reich. Heute ist das Zentrum der Teppichherstellung in und um Kairouan angesiedelt. Im Jahr 2004 wurden 200.000 m² Woll- und 16.500 m² Seidenteppiche hergestellt. Die Tendenz ist, aufgrund sinkender Preise, fallend. Ursprünglich hatten die tunesischen Teppiche weniger als 40.000 Knoten pro Quadratmeter; heute kann er eine Feinheit von bis zu 250.000 Knoten haben. Die traditionelle Tracht des Landes heißt Jebba, an den Füßen trägt man Babuschen, die für Männer aus Leder, für Frauen aus Seide oder Baumwolle mit eingewebten Silber- oder Goldfäden und meist mit Blumenmotiven versehen sind. Berühmt ist auch der Schmuck, besonders der Silberschmuck der Berber im Süden des Landes, in den häufig Münzen eingearbeitet werden.

### Feiertage
| Datum      | Deutscher Name                | Lokaler Name        | Bemerkung                                                                       |
| 1. Januar  | Neujahr                       | السنة الجديدة       |                                                                                 |
| 14. Januar | Tag der Revolution und Jugend | عيد الثورة و الشباب | Jahrestag der Revolution 2011 mit der Flucht des ehemaligen Präsidenten Ben Ali |
| 20. März   | Unabhängigkeitstag            | عيد الإستقلال       | Gedenktag an den 20. März 1956                                                  |
| 9. April   | Tag der Märtyrer              | عيد الشهداء         | Gedenktag des vergossenen Blutes der Märtyrer des 9. April 1938                 |
| 1. Mai     | Tag der Arbeit                | عيد الشغل           | Internationaler Tag der Arbeit                                                  |
| 25. Juli   | Tag der Republik              | عيد الجمهورية       | Gedenktag der Erklärung der Republik am 25. Juli 1957                           |

Daneben gibt es mehrere islamische Feiertage, deren Datum sich nach dem Mondkalender richtet und daher von Jahr zu Jahr schwankt. Dazu zählen der Geburtstag Mohammeds, das Opferfest, das Fest des Fastenbrechens am Ende des Ramadan sowie das islamische Neujahr.

### Sport

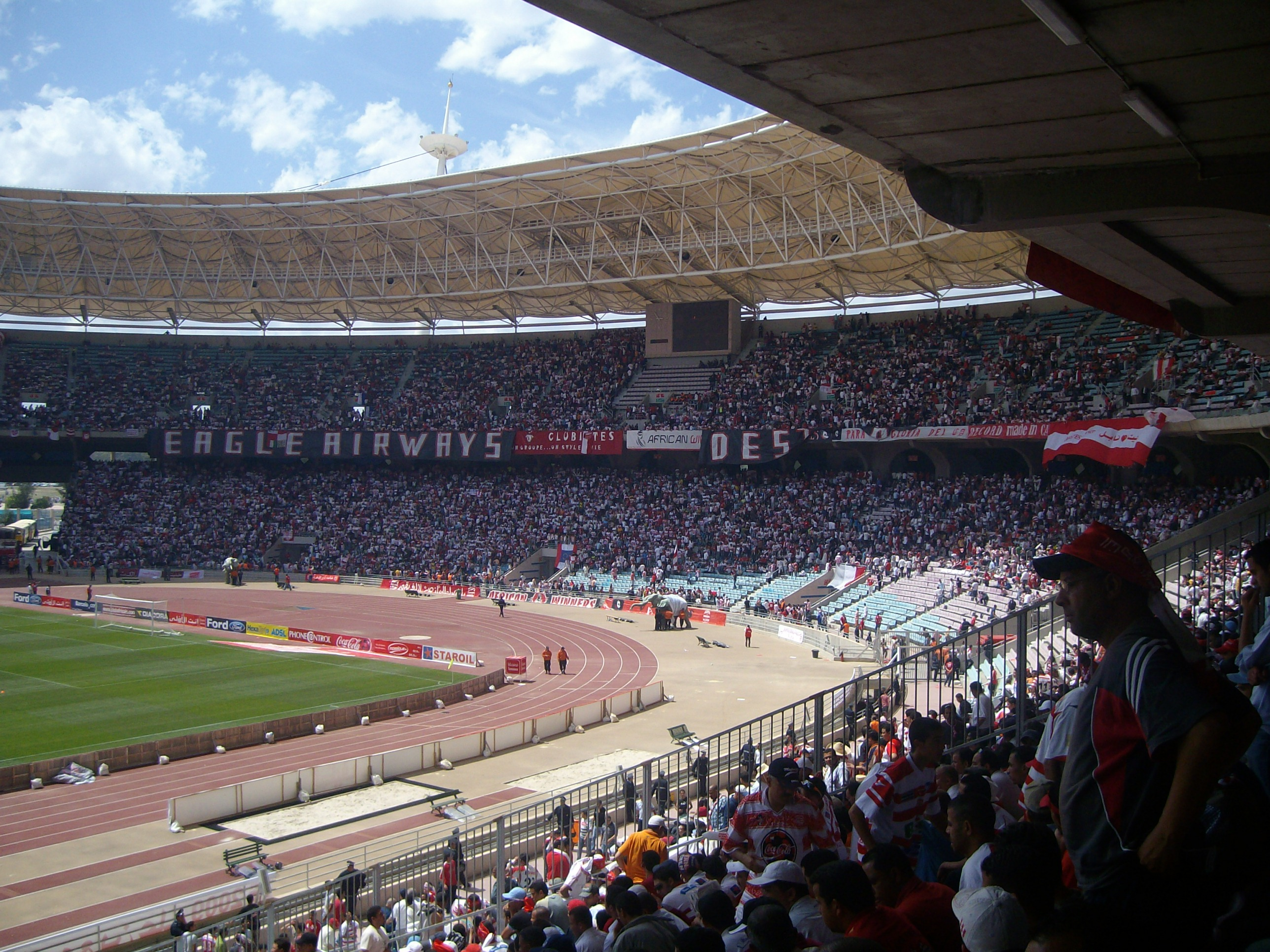
Stade Hammadi Agrebi in Radès

Der wichtigste und meistbetriebene Sport in Tunesien ist der Fußball, sowohl was die Zahl der ihn Ausübenden, als auch was die Berichterstattung betrifft. Danach folgen Taekwondo, Handball, Volleyball, Judo, Karate, Leichtathletik und Tennis. Alle anderen Sportarten, wie etwa der Radsport, sind wenig verbreitet, was an fehlender Infrastruktur, Ausrüstung und geringem Medieninteresse liegt.
Die tunesische Fußballnationalmannschaft kann bisher sechs Weltmeisterschaftsteilnahmen (1978, 1998, 2002, 2006, 2018 und 2022) vorweisen, wobei sie jeweils jedoch in der Vorrunde ausschied. Am Afrika-Cup nahm Tunesien 13 Mal teil und gewann den Titel 2004. 1963 konnte der Arabische Nationenpokal im Libanon gewonnen werden. Bedeutende Spieler sind Zoubaier Baya, Hatem Trabelsi und Yassine Chikhaoui.
Der Klub Espérance Tunis ist der erfolgreichste tunesische Verein, sei es auf nationaler, oder internationaler Ebene mit 27 Meisterschaftstiteln und 15 Pokalerfolgen sowie 2 CAF-Triumphen (1994 und 2011). Den ersten afrikanischen Titel als tunesisches Team, verbuchte der Verein Club Athlétique Bizertin 1988 mit dem Gewinn des Afrika-Cups der Pokalsieger (Coupe d’Afrique des clubs vainqueurs de coupes). Der Verein Club Africain war hingegen der erste tunesische Vertreter, der 1991 die CAF Champions League gewinnen konnte. Étoile Sportive du Sahel gelang dieser Erfolg als erstem tunesischen Vertreter nach der Neuorganisation dieses Wettbewerbs, am 9. November 2007, daneben hat noch der Club Sportif Sfaxien in regionalen und kontinentalen Wettbewerben zahlreiche Erfolge verzeichnen können. Das wichtigste Fußballereignis ist das Hauptstadtderby zwischen Club Africain und Espérance Sportive de Tunis. Es findet zweimal jährlich statt und zieht jedes Mal mehr als 60.000 Zuschauer an.
Die wichtigsten Meisterschaften, die in Tunesien ausgespielt werden, sind die tunesische Fußball-, die Handball-, die Volleyball- und Basketballmeisterschaften. Cups werden im Fußball, Handball, Volleyball und Basketball ausgetragen. Daneben gibt es eine Tunesische Radsportmeisterschaft und, unregelmäßig, die Tour de Tunisie. Auch internationale Meisterschaften wurden in Tunesien bereits ausgetragen, etwa die erste Ausgabe der Junioren-Fußballweltmeisterschaft im Jahr 1977. Die Fußball-Afrikameisterschaft war in Tunesien 1965, 1994 und 2004 zu Gast. Darüber hinaus wurde die Handball-Weltmeisterschaft der Männer 2005 in Tunesien ausgetragen.
Im Mai 2007 waren in Tunesien 1673 Sportvereine registriert, davon 250 Fußball-, 206 Taekwondo-, 166 Karate-, 140 Behindertensport-, 85 Handball-, 80 Leichtathletik-, 66 Judo-, 60 Kung Fu-, 59 Kickboxing-, 48 Basketball-, 47 Pétanque-, 45 Tischtennis-, 40 Volleyball-, 37 Box-, 31 Schwimm- und 30 Tennisklubs.
Der bedeutendste Sportler des Landes ist der Leichtathlet Mohamed Gammoudi, der 1964/1968 vier olympische Medaillen gewinnen konnte. Weltmeister, die aus Tunesien kommen, sind Anis Lounifi (Judo, 2001) und Oussama Mellouli (Schwimmen, 2008). Als erster Tennisspielerin aus dem arabischen Raum gelang es der tunesischen Spielerin Ons Jabeur, die TOP 10 der Weltrangliste zu erreichen. Im Juni 2022 stand sie auf Platz 2 der Weltrangliste. 2022 wurde sie auch Zweite beim wichtigsten Rasenturnier der Welt, dem Grand Slam von Wimbledon.
Special Olympics Tunesien wurde 1980 gegründet und nahm mehrmals an Special Olympics Weltspielen teil.

### Medien
Es gibt in Tunesien zwei öffentliche Fernsehkanäle namens Télévision Tunisienne 1 und Télévision Tunisienne 2. Privates Fernsehen gibt es erst seit Februar 2005, als der Betrieb von Hannibal TV begann. Seit 2007 sendet des Weiteren Nessma TV. Die Regierung betreibt vier nationale Radiostationen, nämlich Radio Tunis, Radio Tunisie Culture, Radio Jeunes und RTCI sowie fünf lokale Stationen (Gafsa, El Kef, Monastir, Sfax, Tataouine). Seit November 2003 gibt es Privatradio, momentan existieren drei Stationen, nämlich Mosaïque FM in Tunis, Jawhara FM in Sousse und Zitouna FM. Zitouna FM ist größtenteils religiösen Inhalten gewidmet. Die Programme aller dieser Sender werden größtenteils auf Arabisch gesendet, ein kleinerer Teil ist auf Französisch. Hinzu kommt der regierungskritische, private Sender ohne Sendelizenz Radio Kalima, dessen Programm über den Satelliten Hot Bird und als Livestream übers Internet ausgestrahlt wird.
Im Jahr 2007 wurden in Tunesien 245 Tageszeitungen und Zeitschriften gezählt, wovon 90 % von privaten Organisationen herausgegeben werden. Einige Zeitungen sind französischsprachig, darunter Le Temps Tunisie.
Die Meinungs- und Pressefreiheit wird von der Verfassung garantiert; in der Praxis jedoch übernahmen bis zur Revolution in Tunesien 2010/2011 die Medien die Regierungslinie, die über die staatliche Nachrichtenagentur TAP verbreitet wurde, und berichteten kritiklos über die Arbeit des Staatspräsidenten, der Regierung, der regierenden Partei RCD. In Tunesien herrschte bis dahin Zensur, und die Regierung beeinflusste auch über die Vergabe von Förderungsgeldern die Berichterstattung der Medien.
Die Nichtregierungsorganisation Reporter ohne Grenzen sieht in Tunesien erkennbare Probleme für die Pressefreiheit.